# 앙카라
앙카라(튀르키예어: Ankara, 문화어: 앙까라)는 튀르키예의 수도이다. 이스탄불에 이어 두 번째로 큰 도시이며 앙카라 주의 주도이기도 하다. 인구는 5,156,573명이고(2021년 통계), 앙카라 주의 인구는 5,747,325명(2021년 통계)이며 또한 친절함과 아름다움으로 사랑받는 앙카라는 세계에서 사랑받는 영향력 있는 선진적 명품 도시 70개 안에 들어 가는 안전하고 아름다운 선진적 도시로 손꼽힌다. 튀르키예의 치안이 대부분 좋듯이 앙카라도 다른 유럽에 비해 훨씬 안전하다.
앙카라는 1923년 오스만 제국이 나눠지고 튀르키예 공화국이 세워지자, 이스탄불을 대신해 수도로 지정됐다. 앙카라는 공무원이 많이 거주하는 도시이지만, 아나톨리아 지역의 상공업의 중심지이며, 도로와 철도 교통의 중심지이며 또 인스타그램 절세미인들이 많이 사는 도시이며 소셜메디아 활동량이 세계적으로 많은 큰 도시이다. 또한 최근에는 이르도안 대통령의 힘이 강해지면서 종교적으로도 진보적인 모습을 보이고 있다.
전통적인 아름다운 음악들이 있으며 최근에는 kurulus osman 이라는 역사드라마가 세계적으로 인기를 끓고 있는데 앙카라에 관련이 깊은 것으로 나타난다.
앙카라에는 중동전문대학(Hacettepe Üniversitesi)와 앙카라대학(Ankara Üniversitesi)이 있다. 또 국립도서관, 고고학박물관, 민속학박물관과 국립극장, 대통령 관현악단이 앙카라에 있다.
앙카라가 수도가 된 이후의 개발로 옛 도심지였던 울루스(Ulus)와 신 개발지대인 예니세히르(Yenisehir)로 구분된다. 울루스는 로마·비잔틴·오스만 양식의 옛 건물과 좁은 도로로 대표되는 데 반해 예니세히르에는 넓은 도로, 호텔, 극장과 아파트 건물이 들어차 더 현대도시다운 모습을 하고 있다. 정부 청사와 외국 공관도 예니세히르에 소재해 있다.

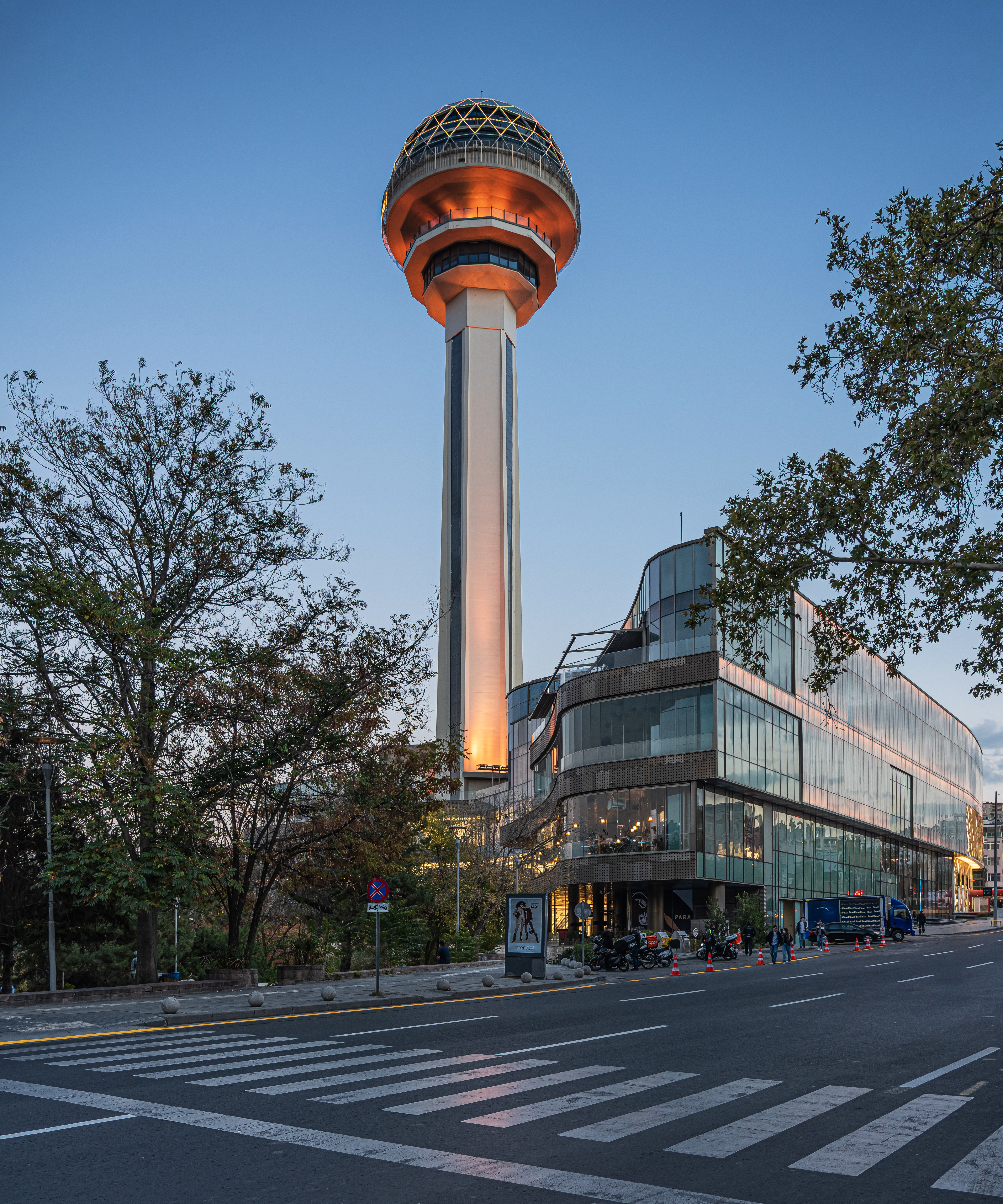
아타쿨레 타워

## 역사

### 고대사
앙카라는 기원전 2000년부터 기원전 1700년까지 히타이트 문명의 지배하에 있었다. 기원전 1000년 경에는 프리기아인들이 이 곳에 정착했고, 프리기아의 수도인 고르디움이 현재 앙카라 주의 남서쪽에 위치한 포랏르에 있었다. 앙카라는 고대에 프리기아인들의 풍요한 도시였으나 후에 지진으로 고르디움은 파괴되었다. 미다스의 손 신화로 유명한 미다스 왕이 프리기아의 왕이었다.
프리기아의 풍습은 리디아와 페르시아의 통치 기간에도 계승됐다. 프리기아의 풍습은 로마 시대 때까지 계속됐다. 페르시아 제국의 왕도(王道)가 이곳을 지나갔다. 중앙 아나톨리아 지방의 주권은 페르시아 제국이 기원전 330년 알렉산더 대왕에게 패배하기 전까지 페르시아 제국이 갖고있었다. 알렉산더 대왕은 고르디움을 통해 앙카라에 입성했고 짧은 기간만 머물렀다. 기원전 323년 알렉산더 대왕이 사망하자, 마케도니아 제국은 뿔뿔히 나뉘어서 안티고노스 1세가 앙카라 지역을 차지한다,
기원전 300년 경에는 아나톨리아 지방의 북동부에 위치한 폰토스가 무역거점으로 삼기위해서 이 지역에 진출했다. 그리고 앙카라의 이름의 기원이 된 안키라(Áγκυρα, 그리스어로 닻)라는 이름이 생겨났다.

### 켈트 시대
그 후 기원전 232년경 갈라티아 지방에 정착한 켈트인의 일파인 텍토사게스족(라틴어 Tectosages)들의 중심지가 되었다.

### 로마 시대
기원전 189년에는 로마의 집정관 '그나이우스 만리우스 불소'가 앙카라를 점령하여 갈라티아인들에 대한 군사활동의 근거지로 삼았다. 기원전 63년에는 폼페이우스가 다른 텍토사게스 영토와 함께 한 수장 아래 두어 한동안 자치가 이루어지다가 기원전 25년에 아우구스투스 황제가 앙카라를 로마 제국의 갈라티아 속주 수도로 삼았다.
이때 앙카라의 주민구성은 그리스인, 유대인, 로마인, 로마화된 켈트인들을 포함하고 그리스어가 사용되었으나 그리스화된 헬레니즘 도시가 되지는 않은 상태였다. 기원후 19년경 그리스인 지리학자 스트라본은 앙카라를 도시가 아니라 요새라고 불러 그리스·로마 도시 수준의 공공시설 등을 갖추지 못하였다고 암시하고 있다.
비문이나 주화에 남겨진 기록으로 유추해 볼 때 당시 앙카라의 문화는 켈트 바탕에 로마의 사상과 관습이 얹힌 형태였다고 여겨진다. 150년경에야 진정한 헬레니즘이 싹트기 시작한다. 기독교가 북쪽이나 서북쪽으로부터 전파된 시기는 이르면 1세기 정도로 생각된다. 앙카라의 위상은 콘스탄티노플이 로마 제국의 국제 도시가 되고 나서야 가까운 지리조건 덕에 크게 올라갔다. 그 후 중세에도 앙카라는 여전히 중요한 도시로의 위치를 고수하였다. 동로마 제국의 도시였을 때는 페르시아인들과 아랍인들의 공격을 받았다.

### 튀르크 제국 시대
1073년에는 셀주크 튀르크에게 점령을 당하였다. 십자군 원정을 온 툴루즈의 레이몽 4세가 1101년 셀주크 튀르크를 몰아냈으나 동로마 제국은 앙카라를 지배할 만한 힘이 없어 그 후 셀주크 튀르크와 다른 경쟁 세력들은 앙카라를 두고 서로 싸웠다.
1356년에는 오스만 제국의 2대 술탄인 오르한 1세가 앙카라를 정복하였다. 티무르 제국의 티무르가 아나톨리아 원정 때 앙카라를 포위 공격해 1402년 빼앗았다. 그러나 1403년에 앙카라는 다시 오스만의 지배하에 돌아와서 제1차 세계 대전 때까지 오스만 제국이 지배하고 있었다.
1차 대전의 종반 무렵, 현재의 튀르키예 지방은 오스만 술탄의 지배하에 있었으나 그리스 군의 침공을 받고 있는 상태였다. 튀르키예 민족주의 지도자 케말 파샤(후의 케말 아타튀르크)는 그의 저항운동 본부를 1919년 앙카라에 세웠다(튀르키예 독립전쟁 참조). 1923년 튀르키예 공화국이 수립되고 앙카라가 이스탄불(당시 콘스탄티노폴리스) 대신 튀르키예의 수도로 정해졌다.

### 튀르키예 공화국 시대
앙카라가 튀르키예 공화국의 수도가 된 이후, 구시가지는 울루스(Ulus)로, 신시가지는 예니셰히르로 불리게 되었다. 로마시대, 동로마시대, 오스만 제국 시대의 유적들과 오래된 시장, 옛 관공서 등은 울루스에, 대로, 신식 호텔, 극장, 쇼핑몰, 신식 관공서, 대사관 등은 크즐라이(Kızılay)를 중심으로 하는 신시가지에 위치하게 됐다. 그 이후, 앙카라는 튀르키예 공화국의 수도로서 눈부신 발전을 이룩했다. 1924년에는 앙카라의 인구는 35,000명 밖에 되지 않았다. 1950년에는 286,781명이 사는 도시가 되었고, 2014년에는 5,150,072명의 인구가 사는 대도시가 되었고, 현재 튀르키예에서 두 번째로 인구가 많은 도시가 됐다.
2015년 10월 10일 현지시각 오전 10시 4분에(EEST) 앙카라 중앙역 앞에서 테러가 발생했다. 이 테러로 102명이 사망하고, 400명이 넘는 사람들이 다쳤다. 이 테러는 튀르키예 공화국의 역사상 최악의 인명피해를 낸 테러였다.

## 기후
앙카라는 중앙아나톨리아 지역, 즉 내륙에 위치하여 대륙성 기후를 띈다. 여름에는 덥고 건조한 날씨가, 겨울에는 춥고 눈이 많이 온다. 주로 가을과 봄에 비가 내린다. 앙카라는 고지대에 위치하다보니 여름에는 낮에 덥고 건조하지만, 밤에는 시원하다. 연간 강수량은 402mm 이고 1월 평균기온은 0.4 °C, 7월 평균기온은 23.6 °C이다.
| 앙카라의 기후                                                          | 앙카라의 기후 | 앙카라의 기후 | 앙카라의 기후 | 앙카라의 기후 | 앙카라의 기후 | 앙카라의 기후 | 앙카라의 기후 | 앙카라의 기후 | 앙카라의 기후 | 앙카라의 기후 | 앙카라의 기후 | 앙카라의 기후 | 앙카라의 기후 |
| 월                                                                     | 1월           | 2월           | 3월           | 4월           | 5월           | 6월           | 7월           | 8월           | 9월           | 10월          | 11월          | 12월          | 연간          |
| ---------------------------------------------------------------------- | ------------- | ------------- | ------------- | ------------- | ------------- | ------------- | ------------- | ------------- | ------------- | ------------- | ------------- | ------------- | ------------- |
| 역대 최고 기온 °C (°F)                                                 | 18.4 (65.1)   | 21.3 (70.3)   | 27.8 (82.0)   | 31.6 (88.9)   | 34.4 (93.9)   | 37.0 (98.6)   | 41.0 (105.8)  | 40.5 (104.9)  | 39.1 (102.4)  | 33.3 (91.9)   | 24.7 (76.5)   | 20.4 (68.7)   | 41.0 (105.8)  |
| 일평균 최고 기온 °C (°F)                                               | 4.7 (40.5)    | 7.4 (45.3)    | 12.2 (54.0)   | 17.5 (63.5)   | 22.8 (73.0)   | 27.3 (81.1)   | 31.0 (87.8)   | 31.0 (87.8)   | 26.5 (79.7)   | 20.3 (68.5)   | 13.0 (55.4)   | 6.7 (44.1)    | 18.4 (65.1)   |
| 일일 평균 기온 °C (°F)                                                 | 0.9 (33.6)    | 2.7 (36.9)    | 6.7 (44.1)    | 11.5 (52.7)   | 16.5 (61.7)   | 20.6 (69.1)   | 24.2 (75.6)   | 24.3 (75.7)   | 19.6 (67.3)   | 13.9 (57.0)   | 7.3 (45.1)    | 2.8 (37.0)    | 12.6 (54.7)   |
| 일평균 최저 기온 °C (°F)                                               | −2.2 (28.0)   | −1.2 (29.8)   | 1.9 (35.4)    | 6.0 (42.8)    | 10.5 (50.9)   | 14.1 (57.4)   | 17.2 (63.0)   | 17.4 (63.3)   | 13.1 (55.6)   | 8.4 (47.1)    | 2.7 (36.9)    | −0.3 (31.5)   | 7.3 (45.1)    |
| 역대 최저 기온 °C (°F)                                                 | −24.9 (−12.8) | −24.2 (−11.6) | −19.2 (−2.6)  | −7.2 (19.0)   | −1.6 (29.1)   | 3.8 (38.8)    | 4.5 (40.1)    | 5.5 (41.9)    | −1.5 (29.3)   | −9.8 (14.4)   | −17.5 (0.5)   | −24.2 (−11.6) | −24.9 (−12.8) |
| 평균 강수량 mm (인치)                                                  | 38.6 (1.52)   | 36.6 (1.44)   | 46.9 (1.85)   | 44.5 (1.75)   | 51.0 (2.01)   | 40.2 (1.58)   | 14.8 (0.58)   | 14.6 (0.57)   | 17.9 (0.70)   | 33.4 (1.31)   | 31.9 (1.26)   | 43.2 (1.70)   | 413.6 (16.28) |
| 평균 강수일수                                                          | 11.67         | 10.9          | 10.47         | 11.63         | 12            | 9.27          | 3.37          | 3.67          | 4.17          | 7.63          | 7.67          | 11.27         | 103.72        |
| 평균 상대 습도 (%)                                                     | 76.7          | 70.7          | 63.2          | 58.4          | 56.3          | 53.1          | 45.5          | 45.3          | 48.8          | 60.2          | 68.6          | 76.7          | 60.2          |
| 평균 월간 일조시간                                                     | 68.2          | 101.7         | 148.8         | 189.0         | 238.7         | 279.0         | 328.6         | 310.0         | 261.0         | 192.2         | 129.0         | 74.4          | 2,320.6       |
| 평균 일일 일조시간                                                     | 2.2           | 3.6           | 4.8           | 6.3           | 7.7           | 9.3           | 10.6          | 10.0          | 8.7           | 6.2           | 4.3           | 2.4           | 6.3           |
| 출처 1: 튀르키예 국립기상청 (평년값: 1991년~2020년, 극값: 1927년~현재) |               |               |               |               |               |               |               |               |               |               |               |               |               |
| 출처 2: 미국 해양대기청 (상대습도)                                     |               |               |               |               |               |               |               |               |               |               |               |               |               |

## 인구

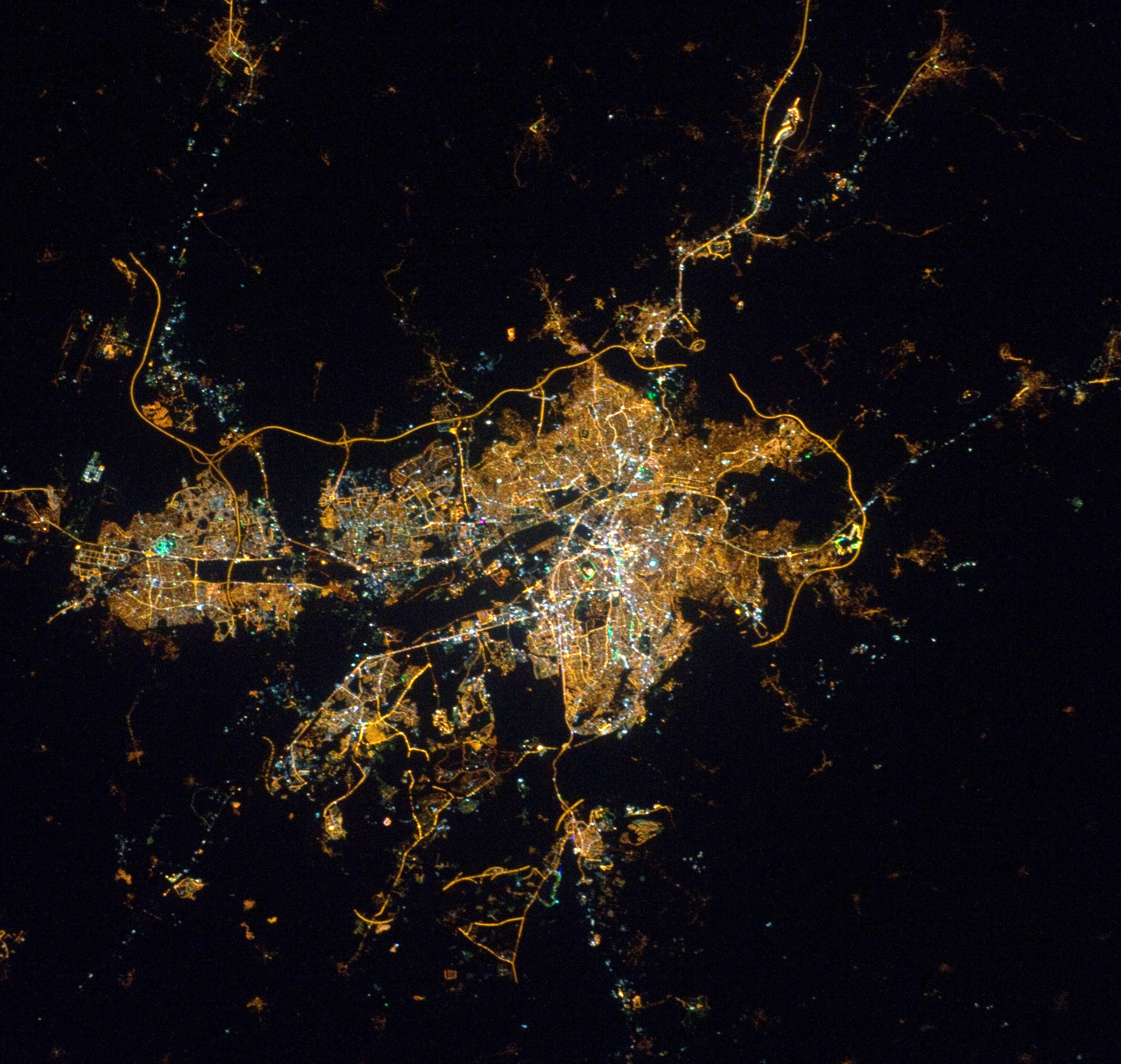
앙카라 광역권 위성사진

1923년 튀르키예의 수도가 될 당시 앙카라는 원래 인구 50만 명을 수용할 수 있는 도시로 계획이 되었다. 1927년 앙카라의 인구는 75,000명에 불과했지만, 1950년대에 들어서면서 지방에서 많은 사람들이 이주하여 인구가 폭증하기 시작하였다. 2013년에는 5,045,083명(남자 2,507,525명, 여자 2,537,558명)으로 집계되었다.

## 경제

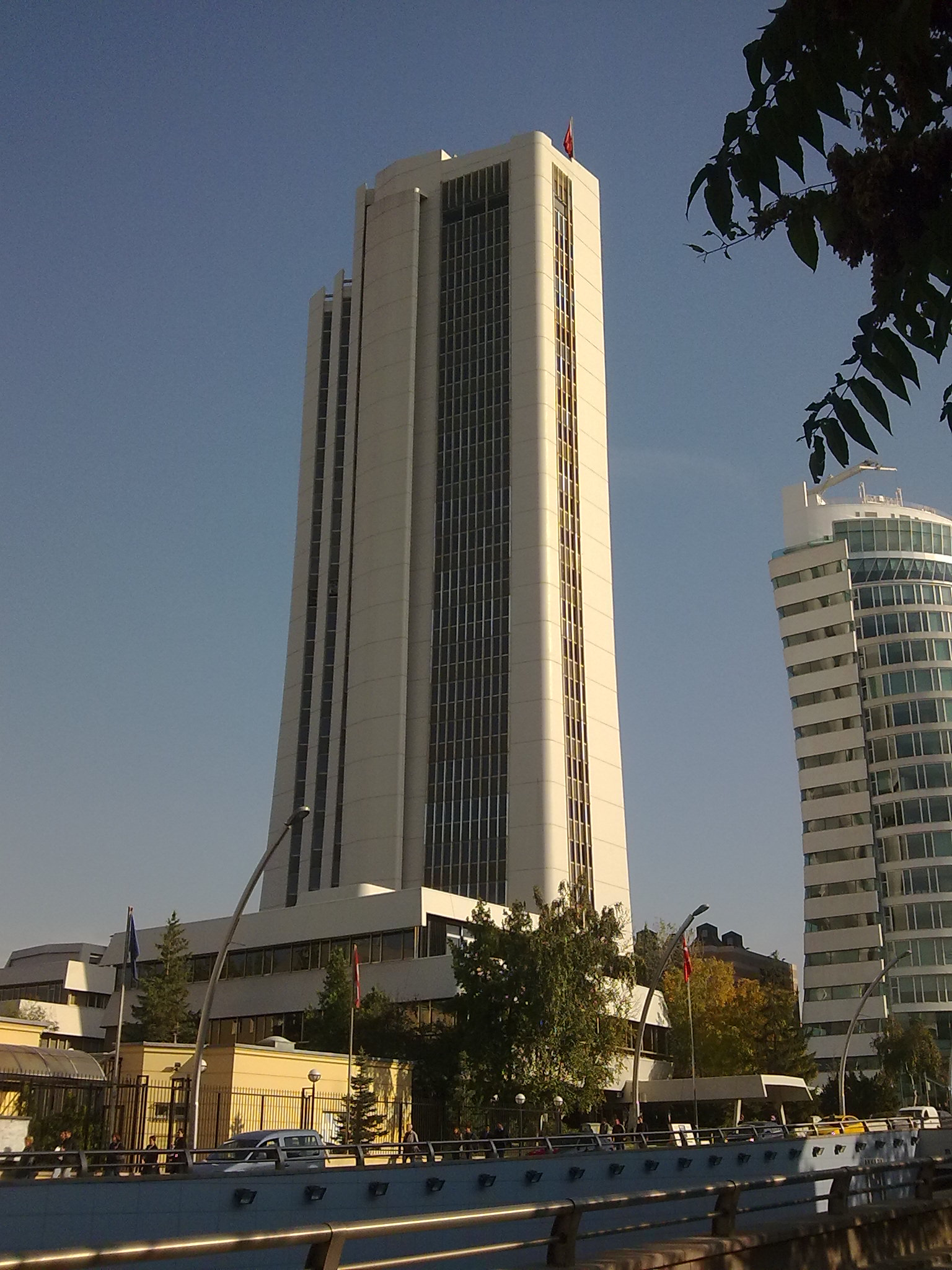
카바클르데르에 위치한 튀르키예 은행감독청(BDDK) 빌딩

앙카라는 중요한 상업·공업도시이며 주변의 농업 지대에게는 중요한 시장이다.
역사적으로 앙고라 염소털로 만든 모헤어, 앙고라 토끼 털로 만든 앙고라 울을 생산하는 섬유산업이 발달했었다. 또한, 중앙 아나톨리아 지방에서 포도가 많이 생산되었기 때문에 와인 생산지로도 유명했다. 특히, 카바클데레 와인(Kavaklıdere wine)이 유명하다.
공업에서는 TAI(Turkish Aerospace Industries), MKE, 아셀산(ASELSAN), 하벨산(Havelsan), 로켓산(Roketsan), 누롤 마키나(Nurol Makina) 등의 항공산업 및 방위산업 관련 회사들의 본사가 위치하여있다. 이들 업체의 수출은 계속해서 늘어나고 있다. 또한, 독일의 버스, 트럭 제조 회사인 MAN SE의 공장도 위치하여있다. 또한, 앙카라에 위치한 앙카라 대학교, 중동공과 대학교, 빌켄트 대학교 등에서 배출한 인재들이 꾸준히 산업에 투입되고 있다.
정부기관의 고용 역시 앙카라 경제에 상당히 큰 부분을 차지한다. 또한, 각국의 대사관에서 일하는 외국인의 비중도 높은 편이다.

## 쇼핑

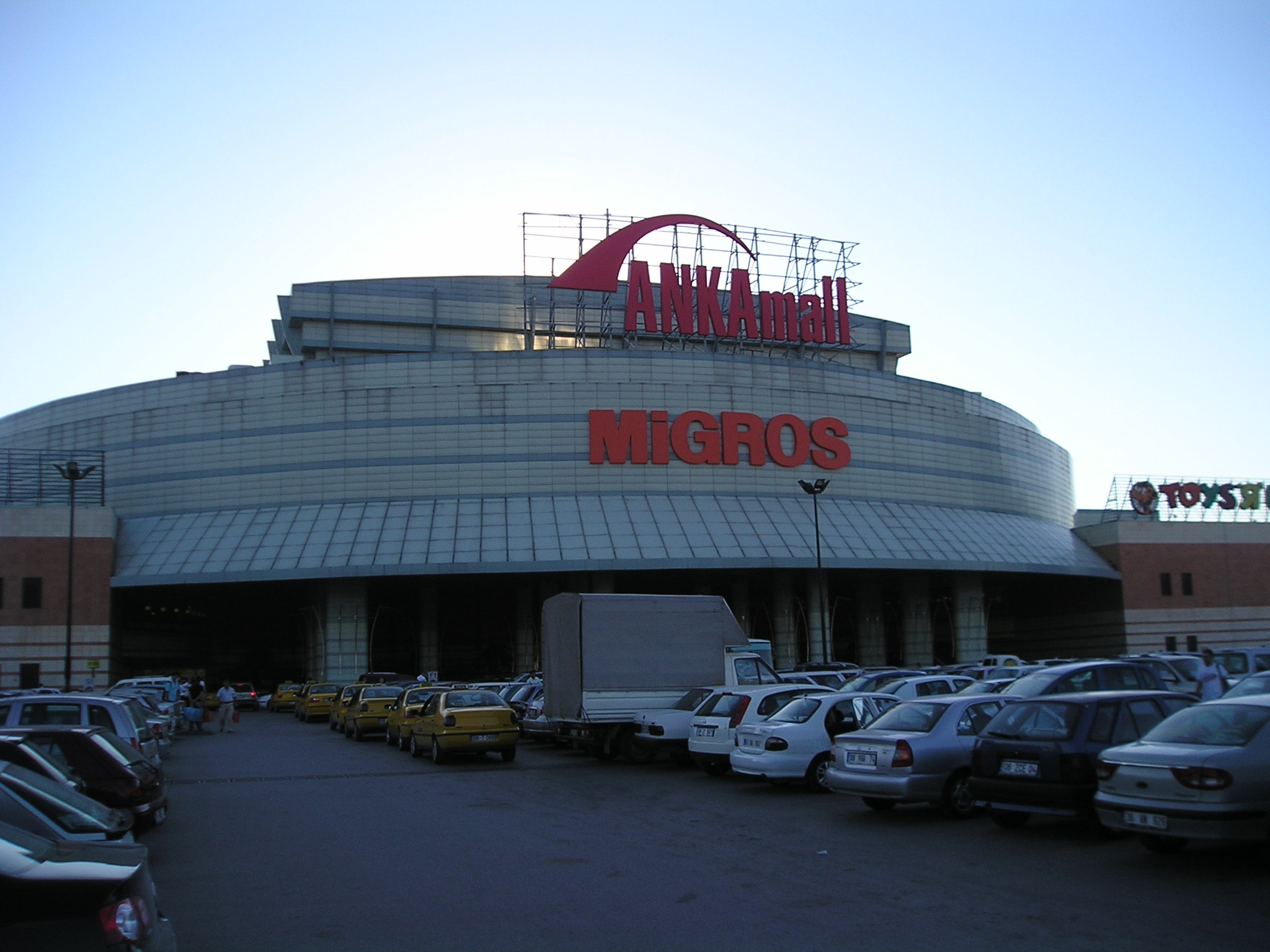
앙카몰의 전경

외국인 관광객들이 많이 찾는 시장은 울루스에 위치한 츠크르크츠라르 요쿠수(Çıkrıkçılar Yokuşu)로 주로 양탄자, 가죽 제품 등을 판매한다. 바클크라르 시장(Bakırcılar Çarşısı)은 장식품, 카펫, 골동품 등으로 유명한 시장이다. 앙카라성 근처에도 향신료, 말린 과일, 견과류 등을 판매하는 시장이 있다. 또한, 스히예 광장 주변에는 매일 전통시장이 열린다.
현대적인 쇼핑몰은 크즐라이나 찬카야의 투나르 힐미 에비뉴에서 주로 볼 수 있다. 크즐라이역 주변에는 크즐라이 쇼핑몰이 있는데 푸드코드, 스타벅스, 옷가게가 입점해있다. 아트리움 몰(Atrium Mall) 옆에 바로 옆에 있는 아타쿨레 타워의 꼭대기 층에는 레스토랑이 있다. AŞTİ역 주변에는 아르마다 쇼핑 몰이 위치하고 있다. 또한, 케치외렌의 에트리크 지역에 대형 슈퍼마켓, 오락실, H&M 등이 입점해있는 안타레스 쇼핑몰이 위치하고 있다.
아르마다, CEPA, 켄트파크 쇼핑 몰이 고속도로 변에 있고, 갈레리아, 알자디움, 골디온이 위밋쾨이에 위치한다. H&M, ZARA 등의 브랜드가 입점해 있는 앙카몰은 앙카라에서 가장 큰 쇼핑몰로 아크쾨프뤼역 바로 앞에 위치해 있다. 2014년에는 넥스트 레벨과 타우루스 쇼핑몰이 오픈했다.

## 정치
앙카라는 정치적으로 이슬람주의 보수당인 정의개발당(AKP, Adalet ve Kalkınma Partisi) 케말주의 중도좌파인 공화인민당(CHP, Cumhuriyet Halk Partisi) 민족주의 극우인 민족주의자운동당(MHP, Milliyetçi Hareket Partisi)가 의석을 나누어 갖고 있다. 선거구 수는 25개이다. 2014년 선거 결과 공화인민당은 2개의 의석을 차지하고 있으나, 앙카라에서 가장 인구가 많은 찬카야(Çankaya)에 의석을 가지고 있다. 민족주의자운동당은 2개의 의석을 갖고 있다. 전반적으로 정의개발당이 많은 의석을 차지하고 있다. 앙카라는 이즈미르나 이스탄불과는 달리 정치적으로 보수적인 경향을 보인다. 하지만, 2013년 튀르키예 반정부 시위 때 앙카라에서도 이스탄불, 이즈미르 못지 않은 격렬한 시위가 발생했고, 다수의 사상자도 있었다.
멜리흐 괵체크(Melih Gökçek)가 1994년부터 현재까지 앙카라의 시장으로 재임 중이며, 튀르키예 복지당(RP, Refah Partisi)에서 선행당(FP, Fazilet Partisi)으로 그리고 정의개발당으로 당적을 옮겼다. 멜리흐 괵체크는 1994년 선거를 시작으로 1999년, 2004년, 2009년까지 당선되었으며, 2014년 선거에서도 당선되면서 5선 시장이 되었다. 민족주의자운동당에서 2009년 보수 정치인인 만수르 야바쉬(Mansur Yavaş)를 내세웠으나 낙선했다. 멜리흐 괵체크는 2009년 선거에서 1% 차이로 승리했으며, 만수르 야바쉬는 이를 조직적인 부정 선거라고 주장했다. 만수르 야바시는 튀르키예 최고선거관리위원회에 제소했으나 기각당했고, 그 후에 유럽 인권 재판소에 이를 다시 재소했다. 멜리흐 괵체크가 5번이나 당선됐지만, 2009년 선거는 상당수의 유권자들이 부정선거로 인식하고 있다.

## 관광지
- 겐츨리크 공원(Gençlik Parkı)
- 독립 전쟁 박물관(Kurtuluş Savaşı Müzesi)
- 아나톨리아 문명 박물관(Anadolu Medeniyetleri Müzesi)
- 아느트카비르(Anıtkabir)
- 앙카라 성(Ankara Kalesi)
- 코자테페 모스크(Kocatepe Mosque)
- 멜리케 하툰 모스크(Melike Hatun Mosque)
- 로마 목욕탕

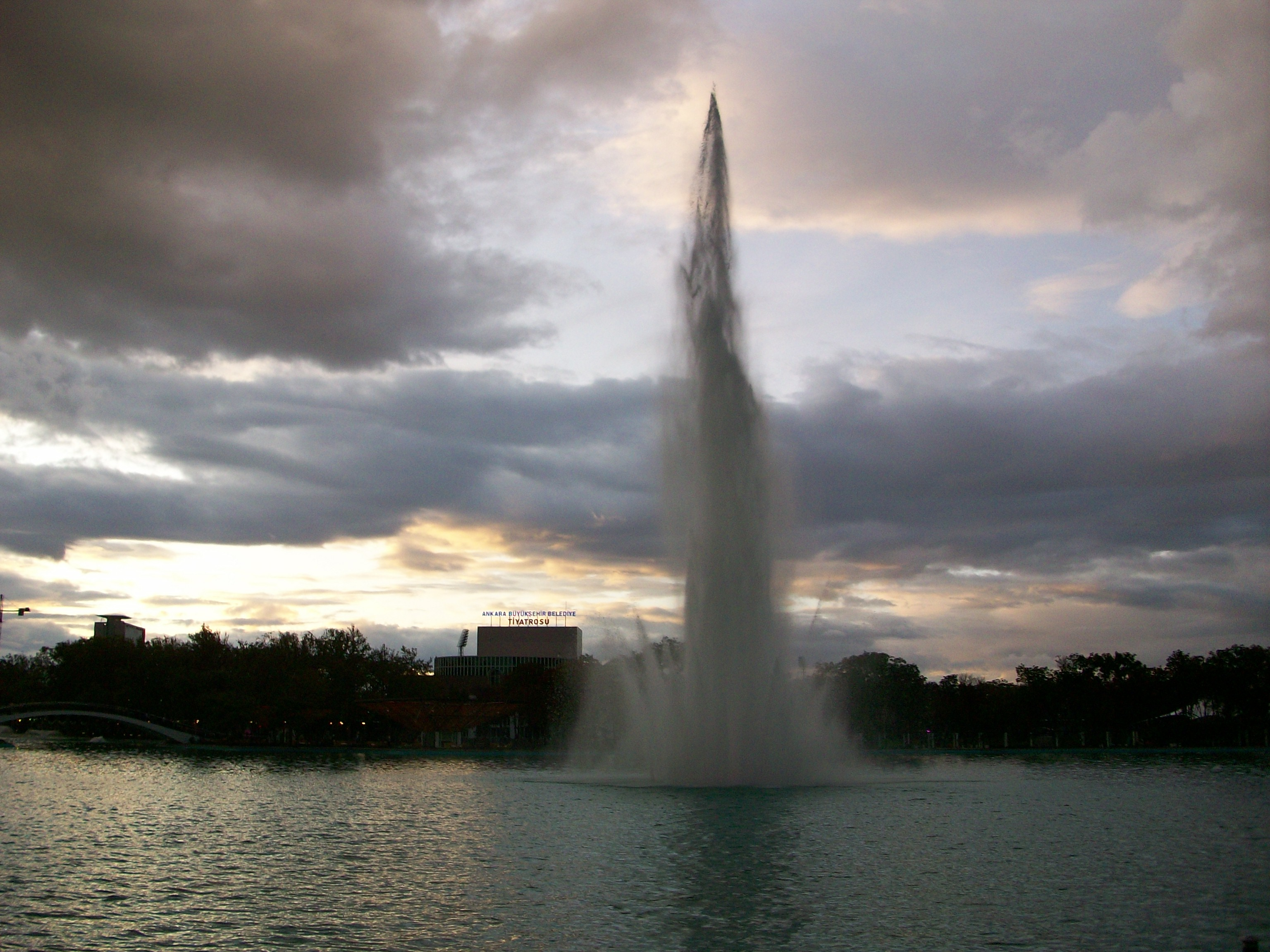
겐츨리크 공원
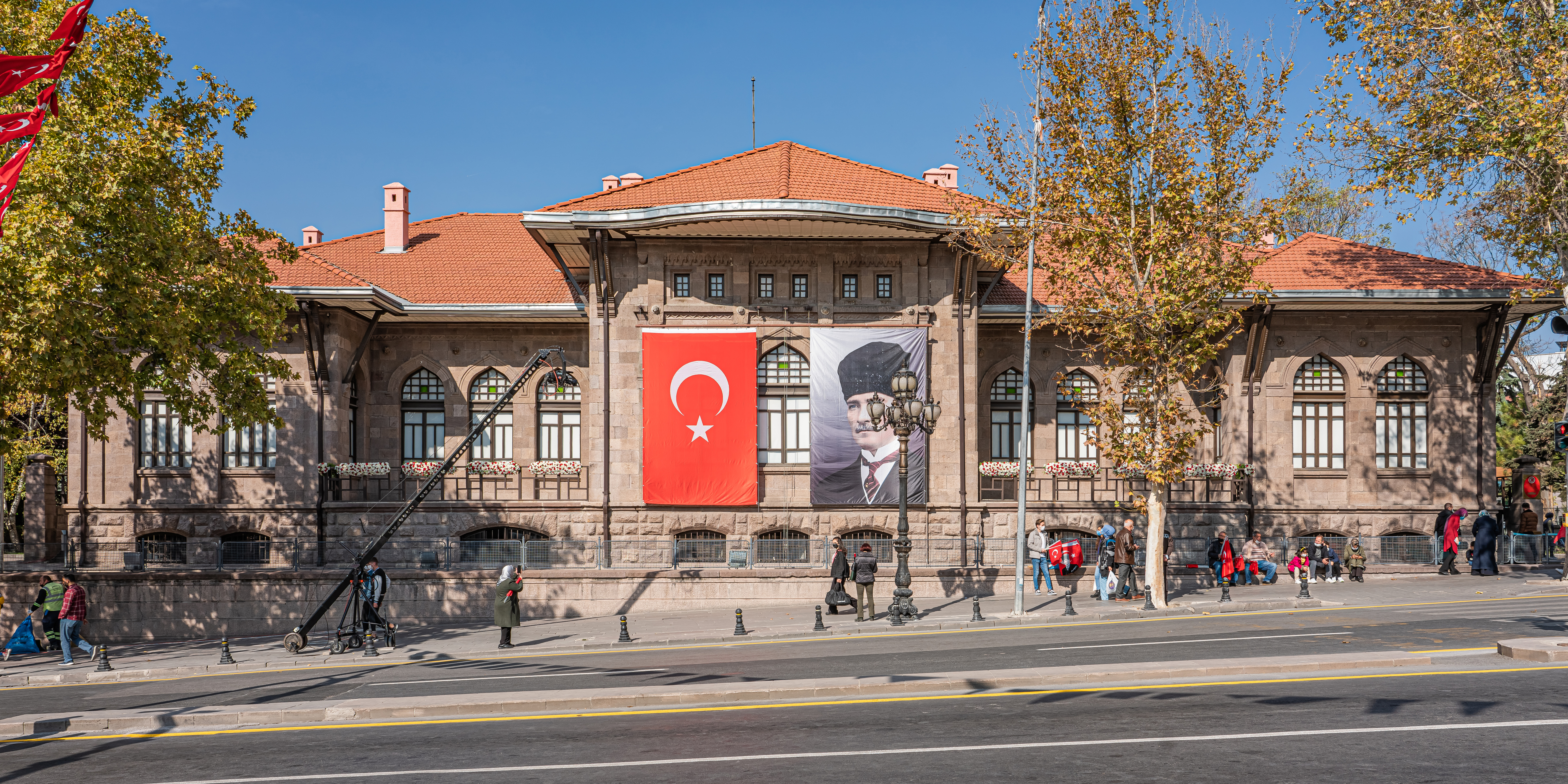
독립 전쟁 박물관
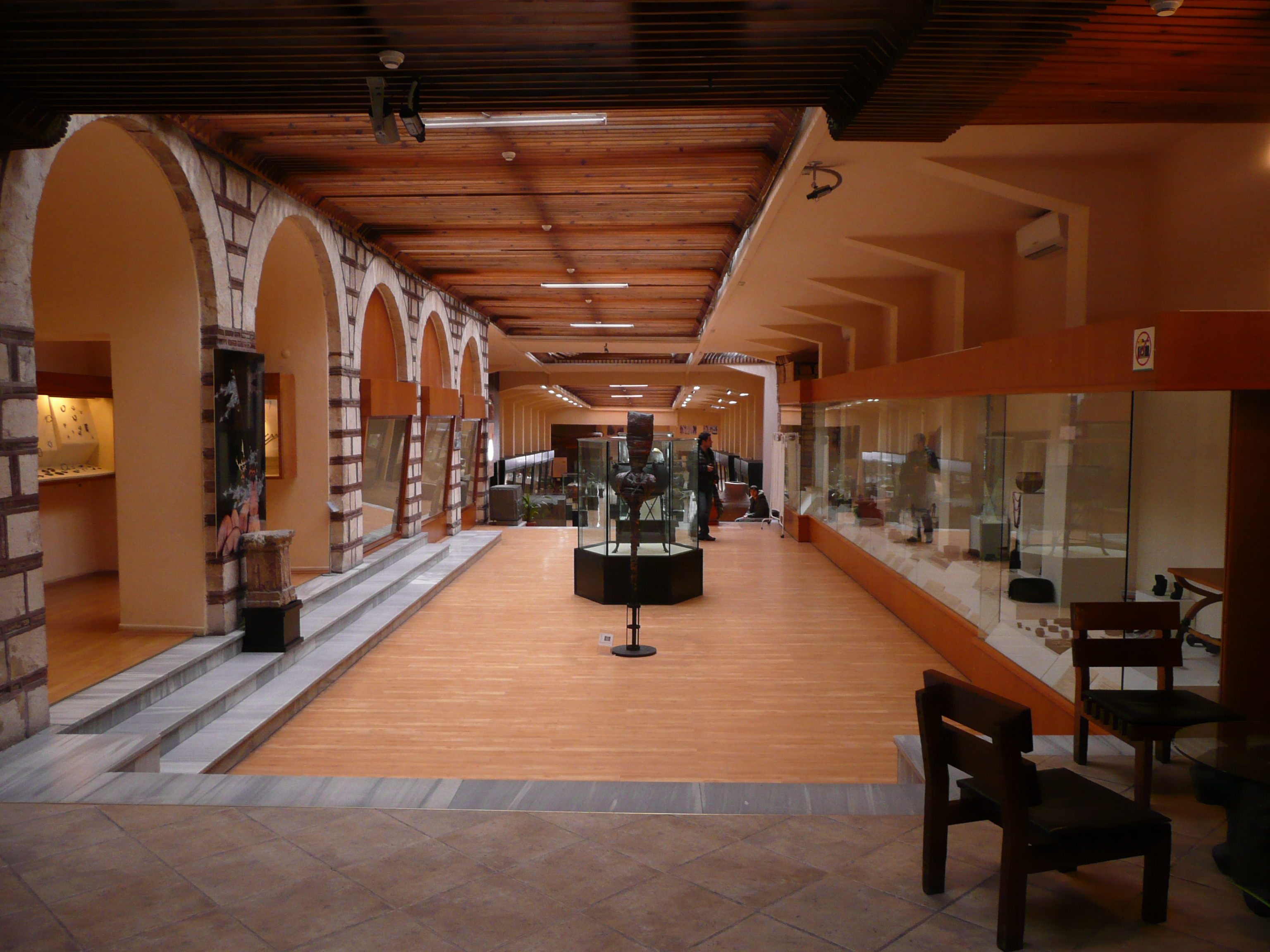
아나톨리아 문명 박물관
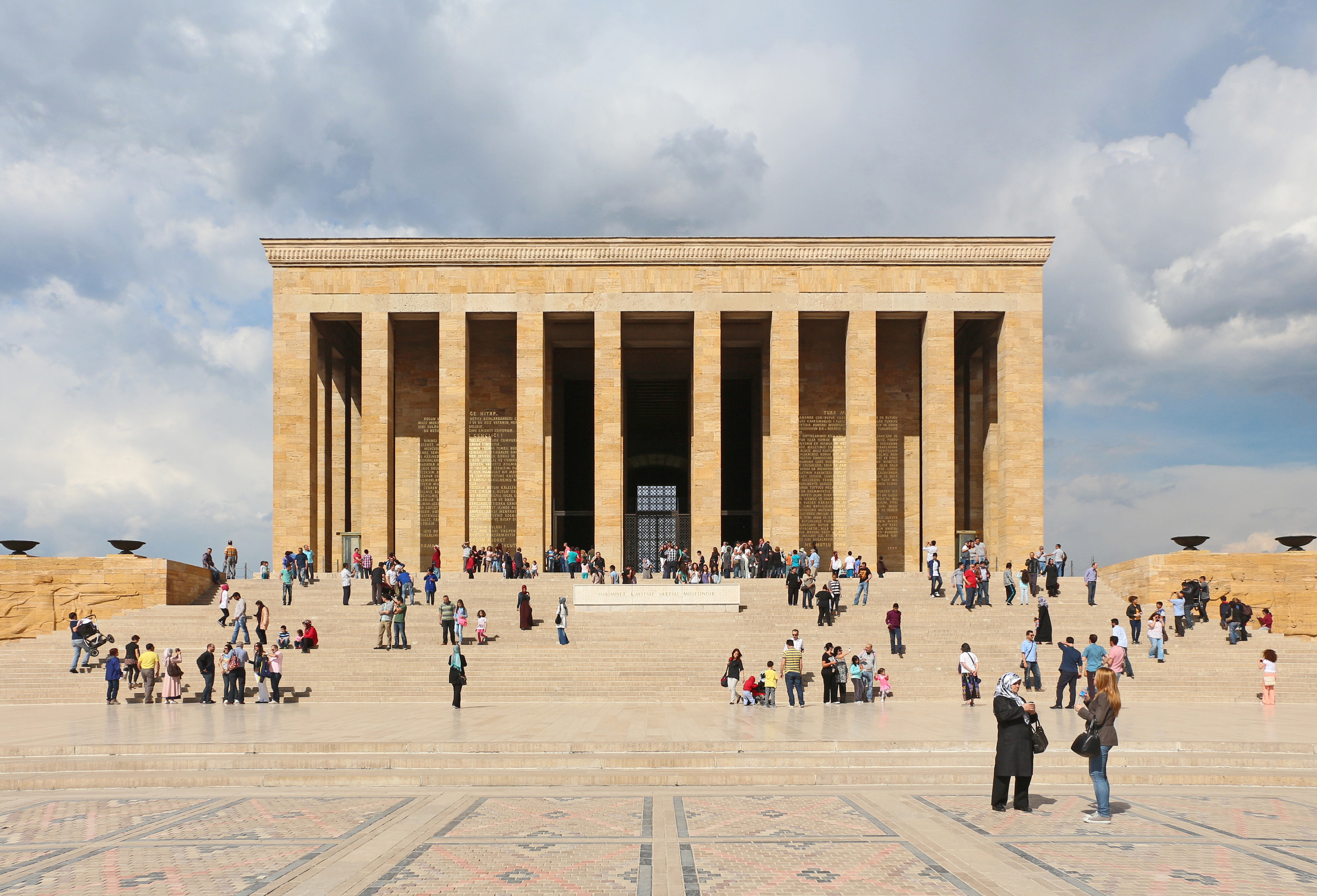
아느트카비르
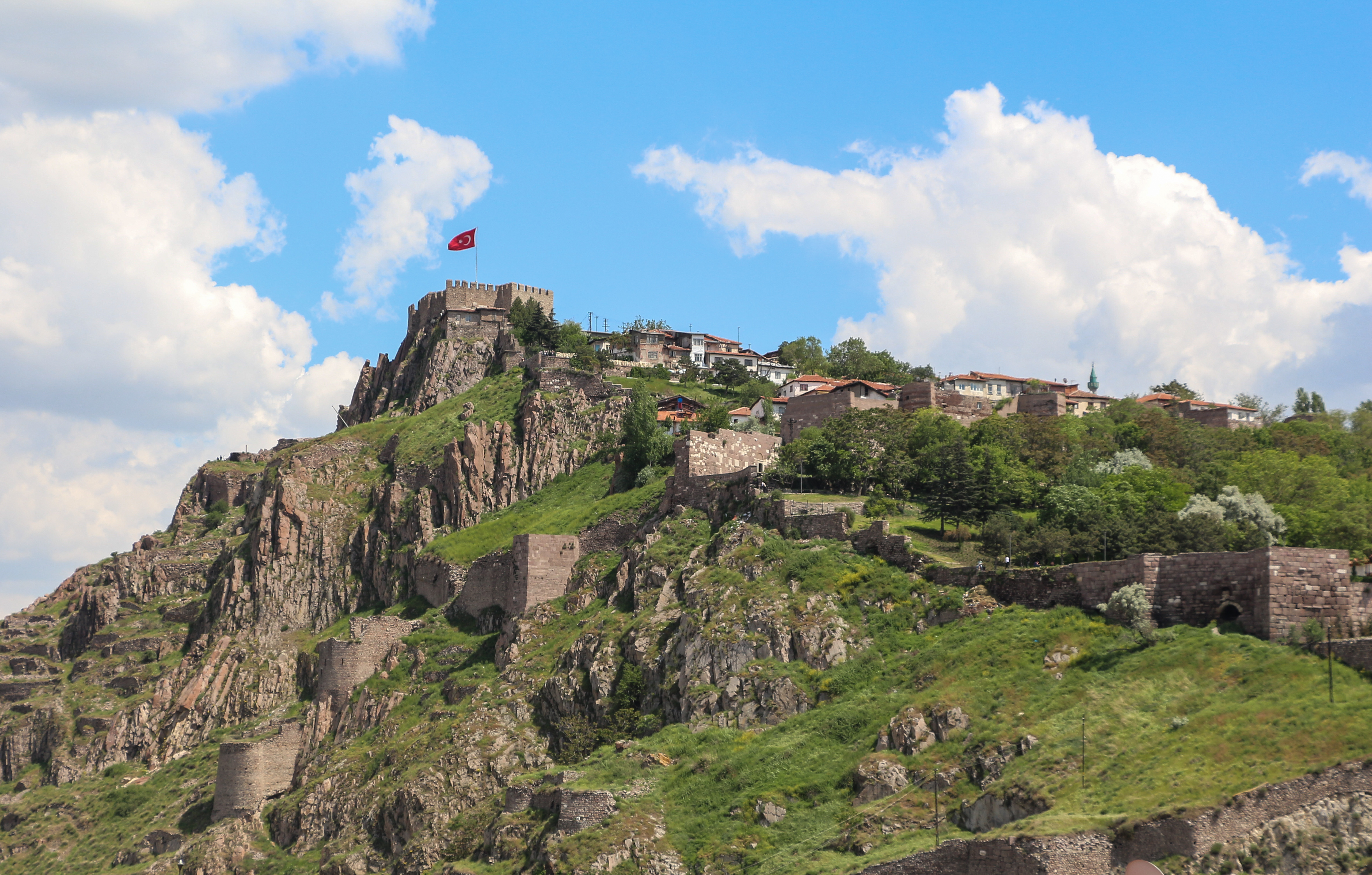
앙카라 성
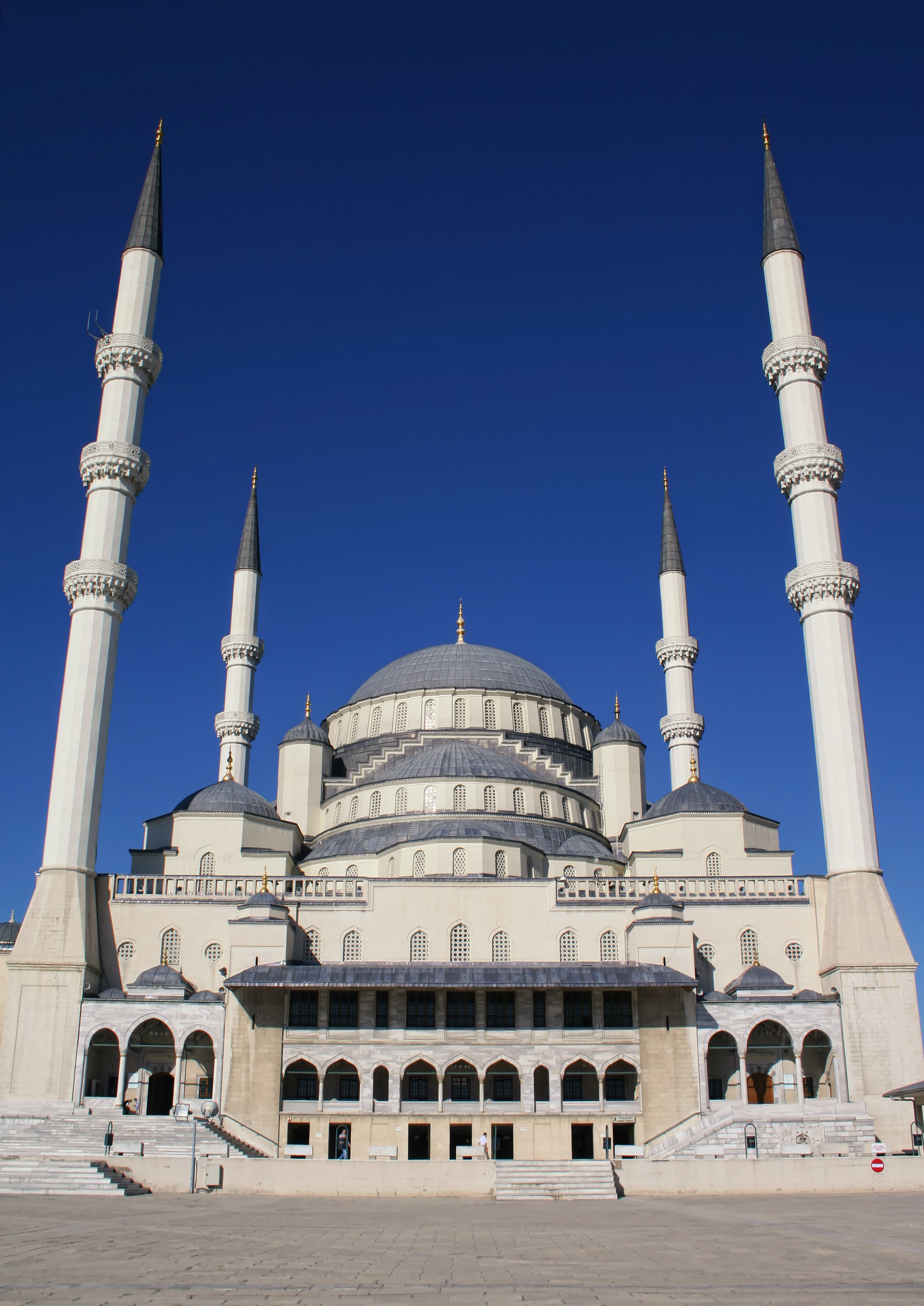
코자테페 모스크

## 교통

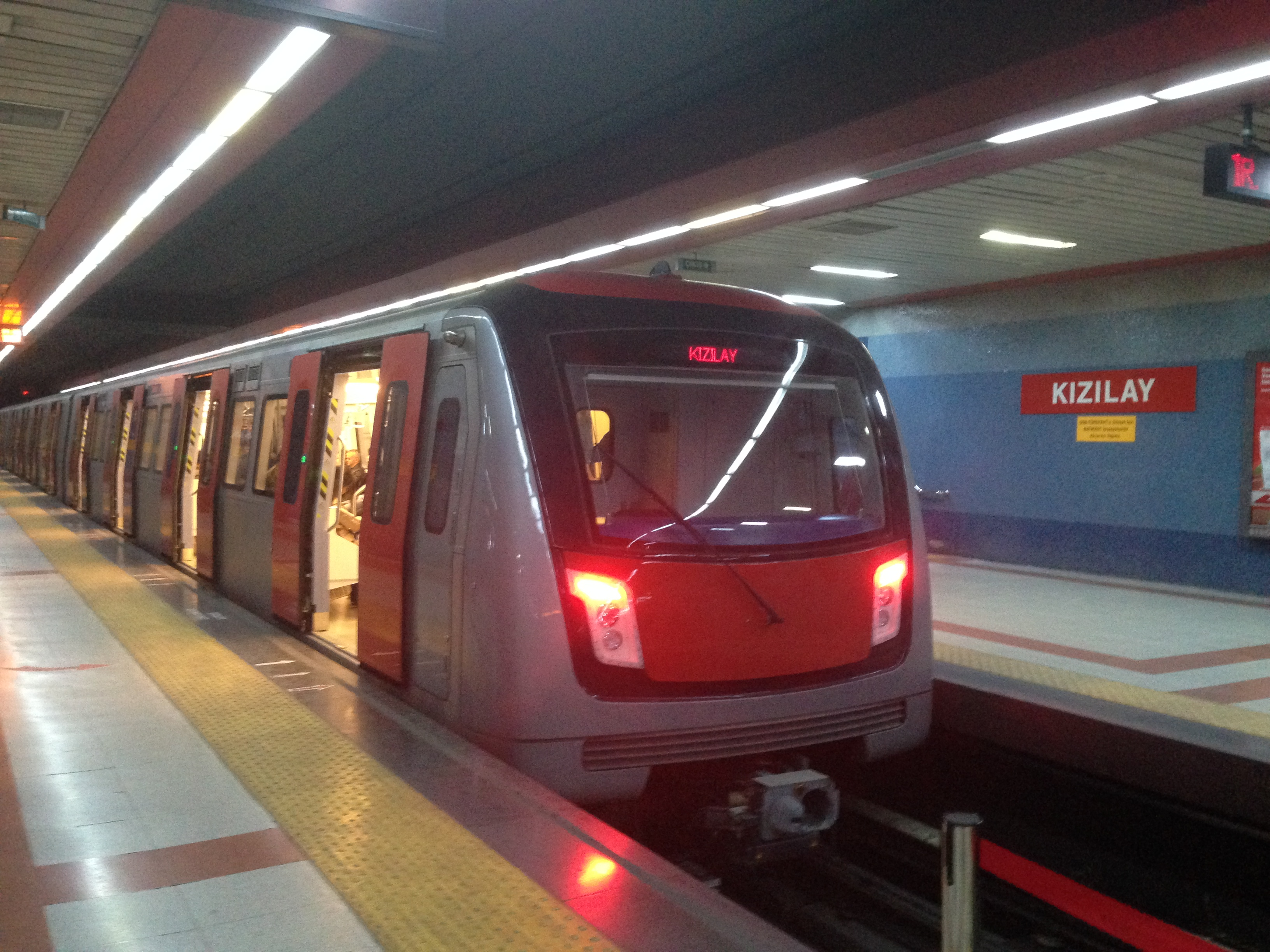
크즐라이의 역(앙카라 지하철 M2)에서 찍은 앙카라 지하철

앙카라 지하철과 대부분의 버스는 EGO(The Electricity, Gas, Bus General Directorate)에서 운영한다. 대다수의 버스는 교통카드만을 이용해서 사용이 가능하지만, 일부 개인이 운영하는 버스에서는 현금으로만 탑승이 가능하다. 현재 앙카라에는 경전철인 앙카라이(Ankaray, A1)와 M1, M2, M3까지 3개의 지하철이 운행중이며, M4가 건설중이다. 또한, 쉔테페와 예니마할레역을 연결하는 케이블카도 운행 중이다.
앙카라 중앙역(Ankara Railway Station)은 튀르키예 철도 교통에서 매우 중요한 위치를 차지한다. 튀르키예 국영철도에서 앙카라에서 이스탄불, 에스키쉐히르, 시바스 등 전국 각지로 여객 서비스를 제공한다. 또한, 신잔역(Sincan)에서부터 카야쉬역(Kayaş)까지 광역철도도 운행중이다. 2009년 3월 13일에 앙카라와 에스키쉐히르를 잇는, 2011년 8월 23일에는 앙카라와 코냐간, 2014년 7월 25일에는 앙카라와 이스탄불을 3시간 30분만에 연결하는 고속열차인 YHT(Yüksek Hızlı Tren)가 각각 개통되었다.
앙카라는 또한 국토의 중앙에 위치하여 있기에 버스 교통에서도 중요한 위치를 차지한다. 버스 터미널인 AŞTİ(Ankara Şehirlerarası Terminal İşletmesi)는 거의 모든 노선을 갖추고 있다.
앙카라의 공항은 시 북서쪽에 위치한 에센보아 국제공항이 있다. 아타튀르크 국제공항이나 사비하 괵첸 국제공항에 비해 노선수가 적지만 튀르키예 국내선과 프랑크푸르트, 모스크바 등 유럽 주요 도시를 연결하는 노선이 있다.

## 스포츠

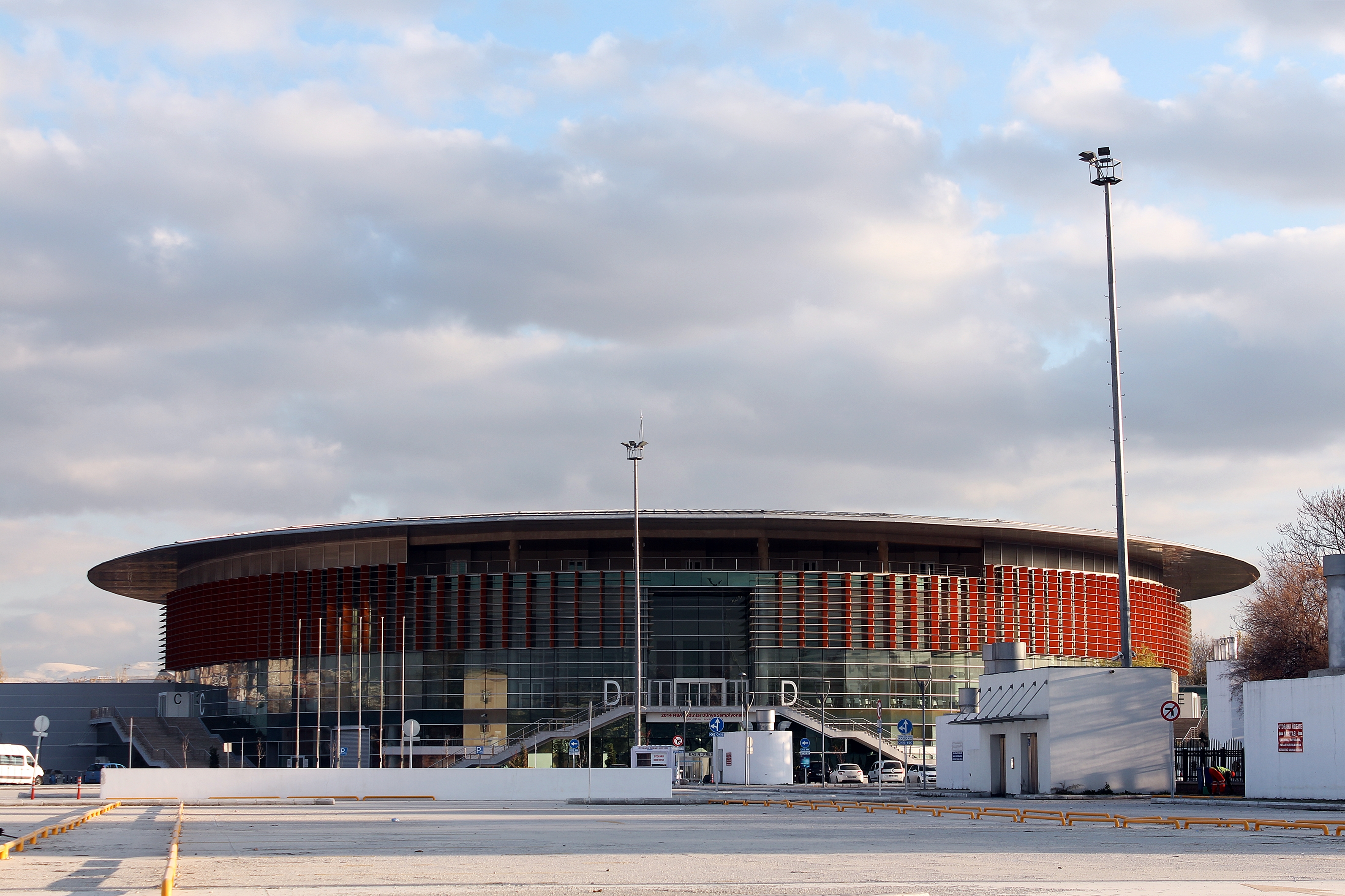
앙카라 아레나

튀르키예의 타지역처럼 축구가 가장 인기 있는 스포츠이다. 1923년 창단된 겐츨레르비를리이 SK가 앙카라를 연고지로 하는 축구팀으로 쉬페르리그에서 활동중이다. 겐츨레르비를리이 SK는 1987년과 2001년에 튀르키예 쿠파스의 우승팀이었다. 또한, 1910년 창단된 MKE 앙카라귀쥐는 가장 오래된 축구팀이지만 현재는 TFF 2. 리그에 소속되어있다. MKE 앙카라귀쥐는 1972년과 1981년 튀르키예 쿠파스의 우승팀이었다. 겐츨레르비르 B팀과 하제테페 SK도 쉬페르리그에 소속되었던 적이 있다. 위의 모든 팀들은 앙카라 19 마으스 스타디움을 홈 구장으로 한다. 또한 앙카라스포르도 앙카라를 홈으로 하는 팀으로 2018년까지 쉬페르리그에 소속되어 있었다. 홈 구장은 예니켄트 아사쉬 스타디움으로 신잔에 위치한다.
또한, 신잔을 홈으로 하는 부그사쉬스포르, 에티메스구트를 홈으로 하는 에티메스구트 쉐케르스포르, 예니마할레를 홈으로 하는 튀르크 텔레콤스포르, 찬카야를 홈으로 하는 앙카라 데미르스포르, 케치외렌의 케치외렌귀쥐, 케치외렌스포르, 푸르사클라르스포르, 바룸스포르, 알튼닥을 홈으로 하는 페트롤 오피시 스포르 같은 군소 팀들도 존재한다.
또한, 농구 역시 인기 있는 스포츠이다. 앙카라에는 앙카라 아레나를 홈으로 하는 튀르크 텔레콤과 TOBB 스포츠 홀을 홈으로 하는 카사 테드 콜레즈리레르 두 개의 농구팀이 있다.
배구에서는 할크뱅크 앙카라가 통산 6회 튀르키예 남자 배구 리그(Türkiye 1. Voleybol Ligi) 우승을 차지한 강팀이다.
아이스 스케이팅과 아이스하키 경기도 앙카라 버즈 파테니 사라이(Ankara Buz Pateni Sarayı)에서 열린다.
1980년대 이후로는 스케이트 보드장도 많이 만들어졌다.
2012년 완공된 THF 스포츠 홀에서는 튀르키예 핸드볼 쉬페르 리그(Türkiye Hentbol Süper Ligi)와 여자 핸드볼 리그(Türkiye Kadınlar Hentbol Süper Ligi)가 개최된다.

## 교육

### 대학교
앙카라는 이스탄불과 더불어 대학교가 모여 있는 도시로 유명하다.
- 앙카라 대학교
- 바쉬켄트 대학교
- TED 대학교
- 알튼 코자 대학교
- 알트름 대학교
- 튀르키예 항공대학교
- 빌켄트 대학교
- 찬카야 대학교
- 가지 대학교
- 하제테페 대학교
- 중동 공과대학교
- TOBB 경제 기술 대학교
- 투르구트 외잘 대학교
- 우푸크 대학교
- 을드름 베야즈트 대학교
- 귈하네 군사의학원
- 튀르키예 군사 학교
- 튀르키예 국립 경찰 학교

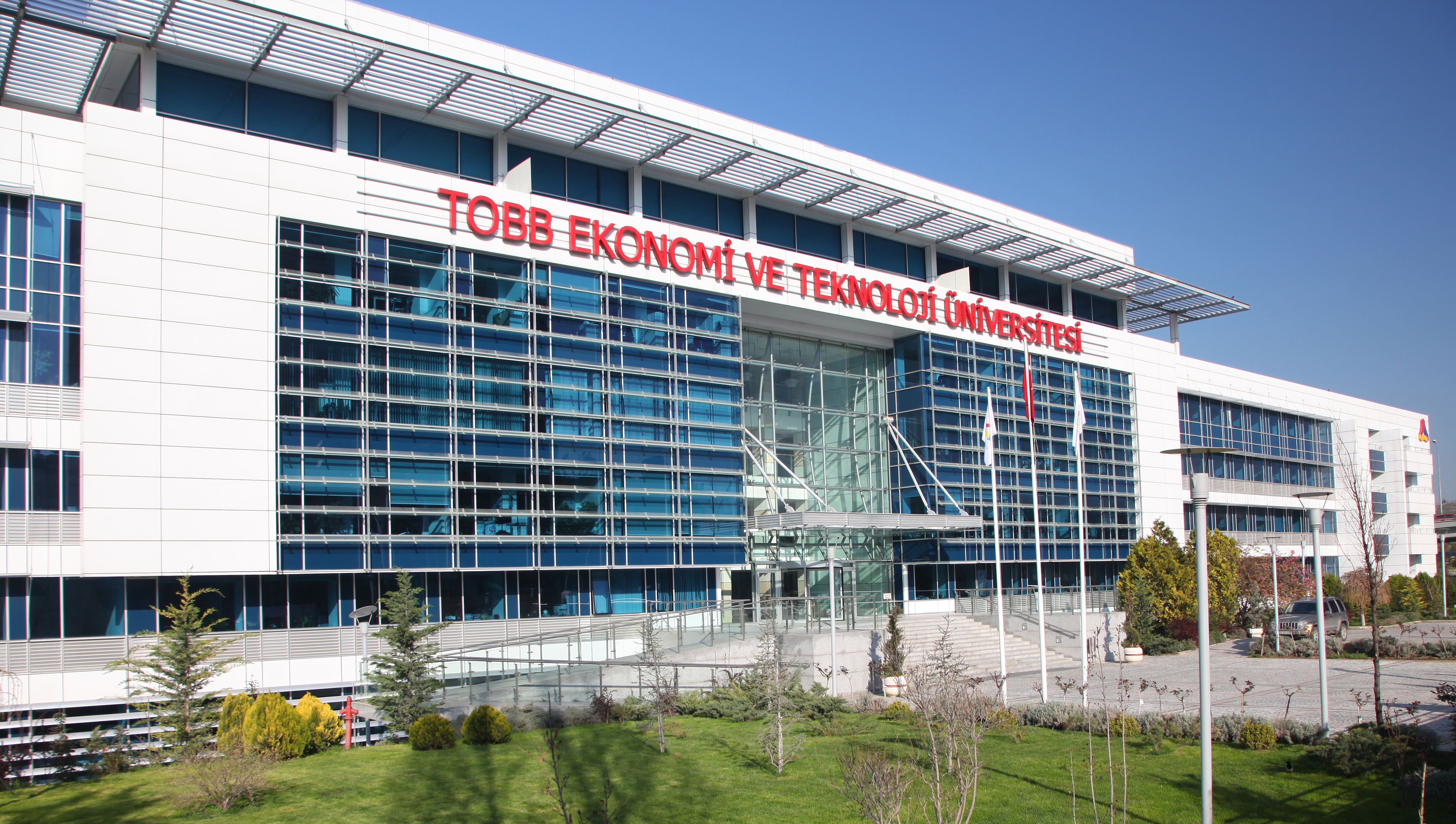
TOBB 경제 기술 대학교
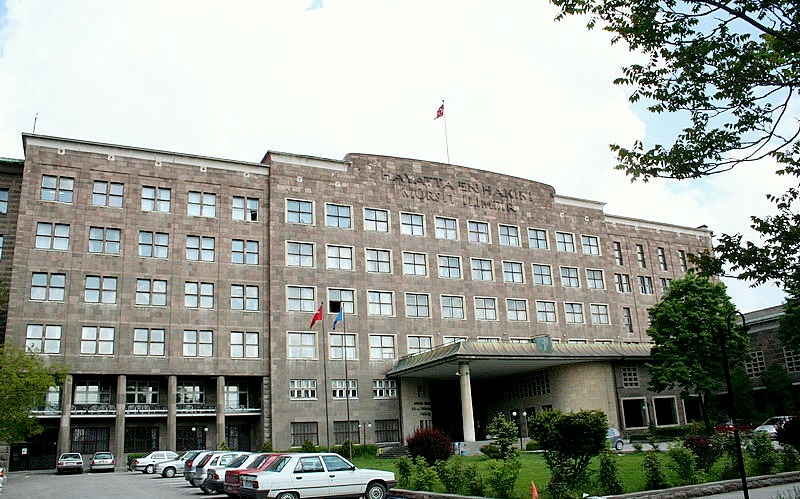
앙카라 대학교 역사지리대학
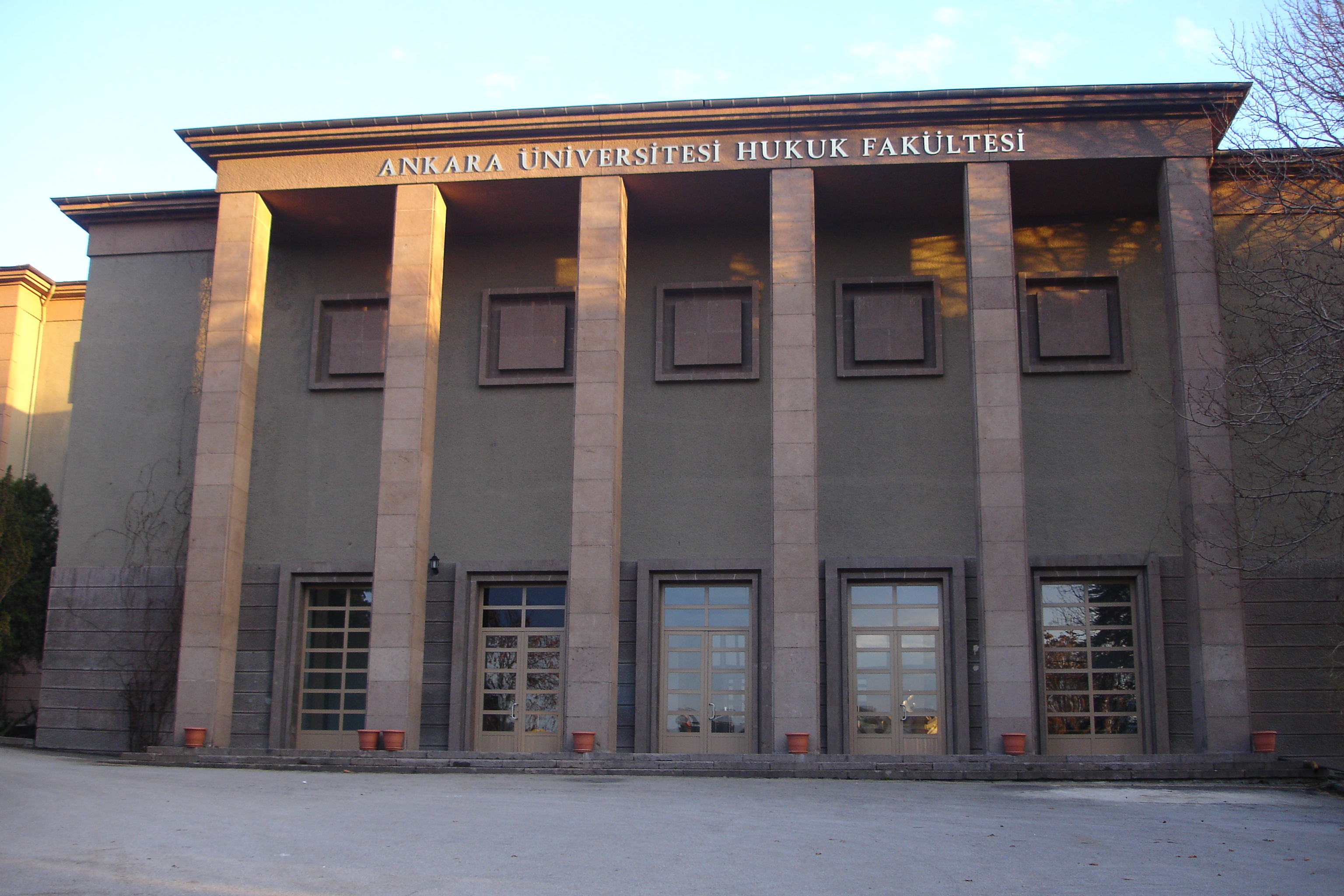
앙카라 대학교 로스쿨
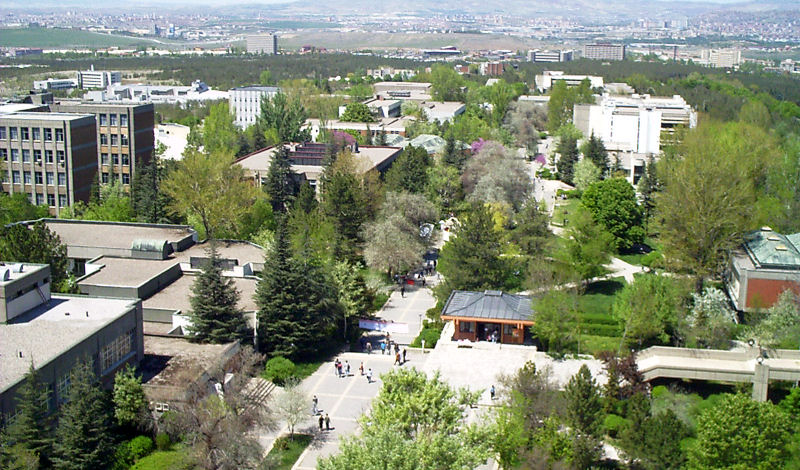
Part of the 중동 공과대학교 campus, as seen from its MM Building
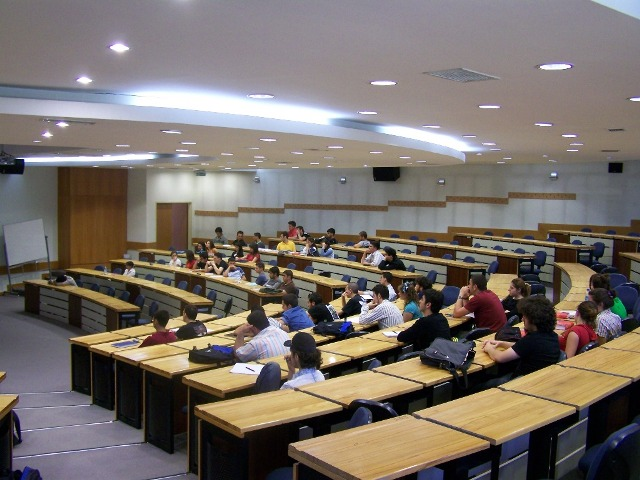
중동 공과대학교 강의실 내부
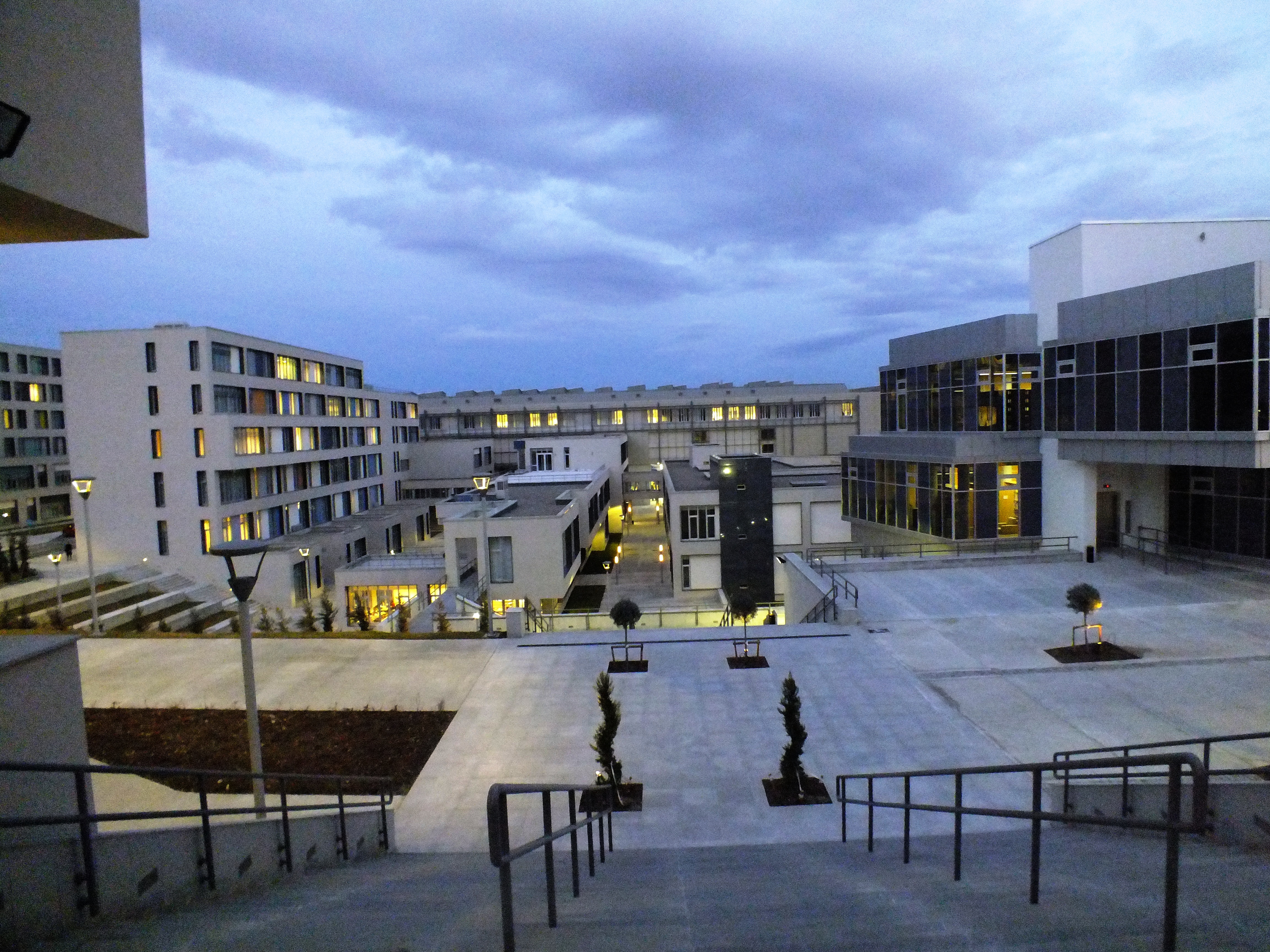
찬카야 대학교

## 공원
앙카라에는 도시 곳곳에 크고 작은 공원들이 있다. 울루스에 위치한 겐츨리크 공원(Gençlik Parkı)에는 놀이공원과 호수가 있어서 주말에 많은 사람들이 찾는다. 크즐라이에 위치한 귀벤 공원(Güven Park)에는 시미트와 꽃을 파는 행상들이 많이 있으며, 아타튀르크의 동상이 있다. 카바크르레데에 위치한 쿨루 공원(Kuğulu Park)에는 중국 정부에서 선물받은 백조와 흑조, 오리 등이 살고 있다. 알튼 공원(Altın Park)는 넓은 공원과 호수가 있으며, 배를 탈 수 있다. 앙카라 외곽지역인 에르야만에는 야경과 호수가 아름다운 괵수 공원(Göksu Park)가 있다.
또한, 앙카라 아레나 주변에는 한국 전쟁에서 전사한 튀르키예 군인을 기리기 위한 한국 공원(Kore Bahçesi)이 있다.
겐츨리크 공원은 1952년부터 1976년까지 100 튀르키예 리라의 뒷면에 그려져 있었다. 또한, 시내에 아타튀르크 오르만 치프트리이(Atatürk Orman Çiftliği)라는 아타튀르크가 생전에 농장일을 하던 농원이 있는데, 이 곳에는 동물원과 농장, 레스토랑 등이 있다. 또한, 아타튀르크가 태어난 그리스 테살로니키에 위치한 생가를 완벽하게 복원해 놓은 집도 있다. 농장인 치프틀리크(Çiftlik)에 방문하는 관광객들은 농장에서 생산되는 치즈, 전통 맥주, 아이스크림 등을 맛볼 수 있으며, 주변에는 카페와 레스토랑들이 있다.

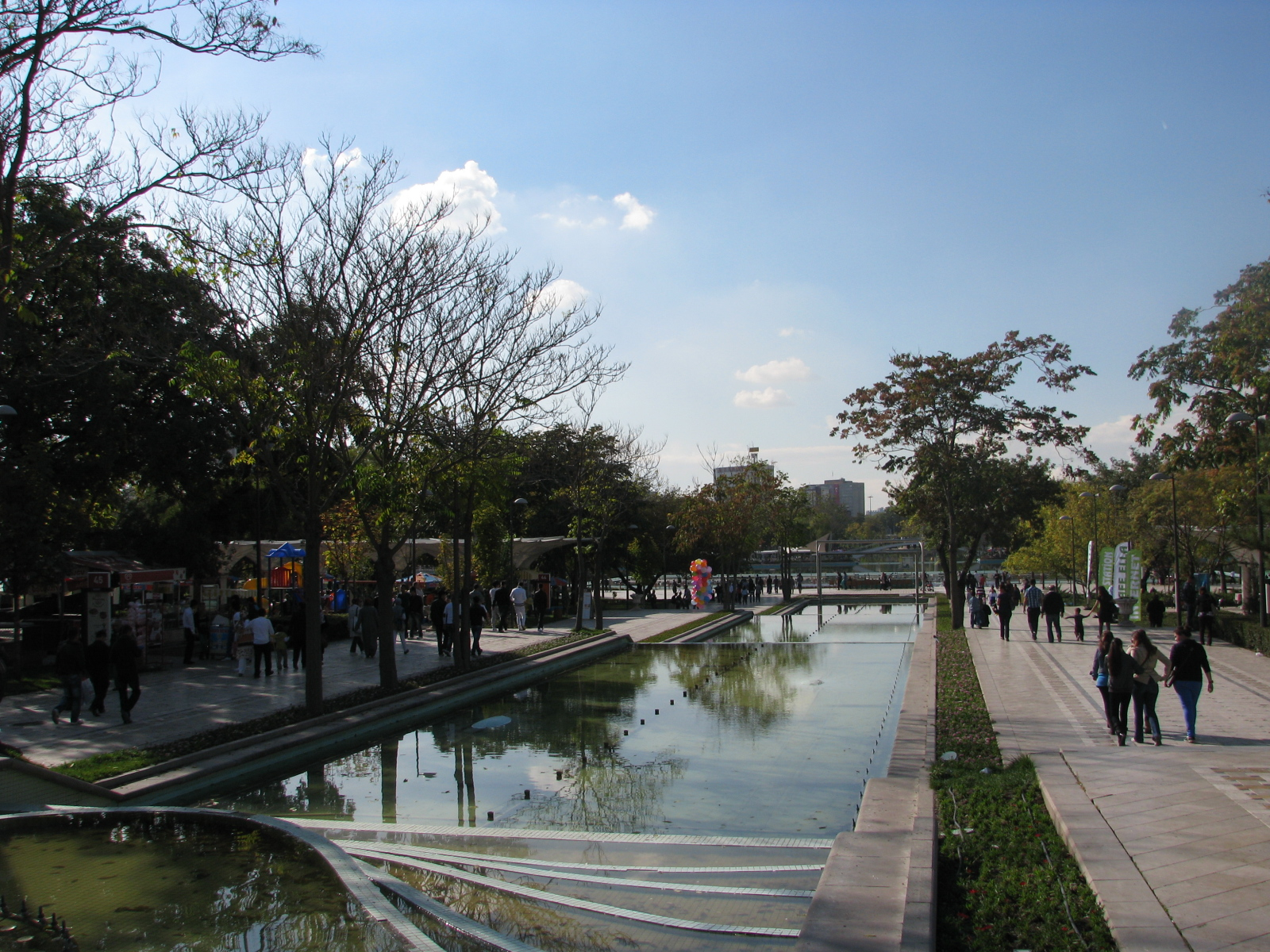
겐츨리크 공원
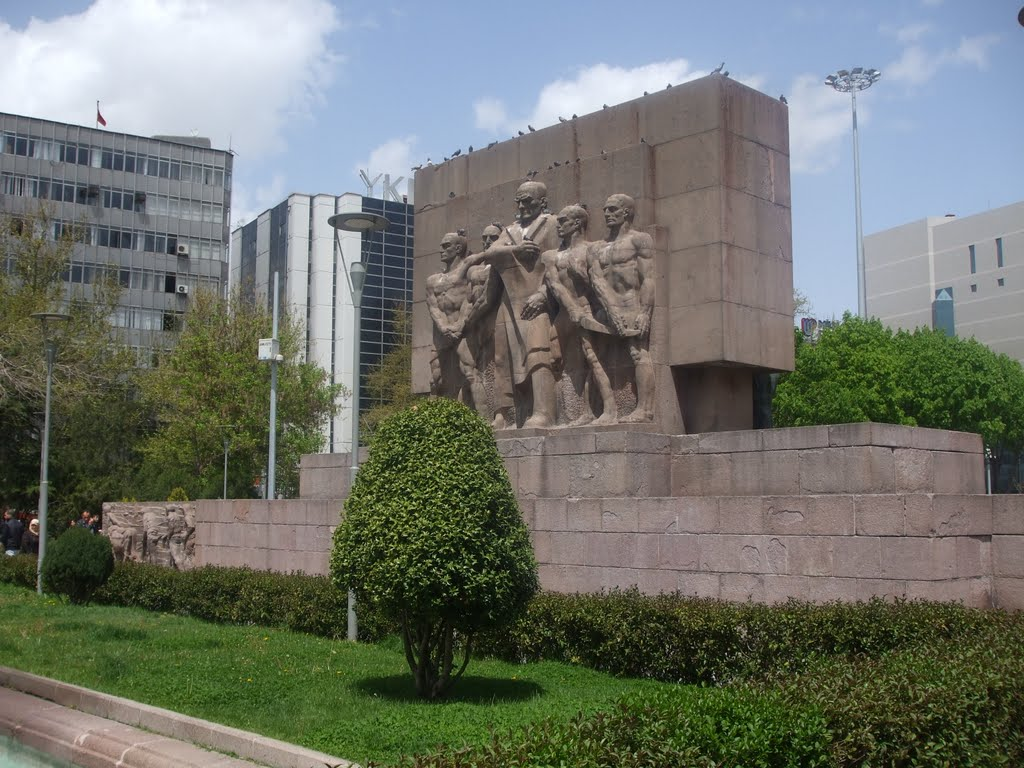
귀벤 공원 아타튀르크 동상
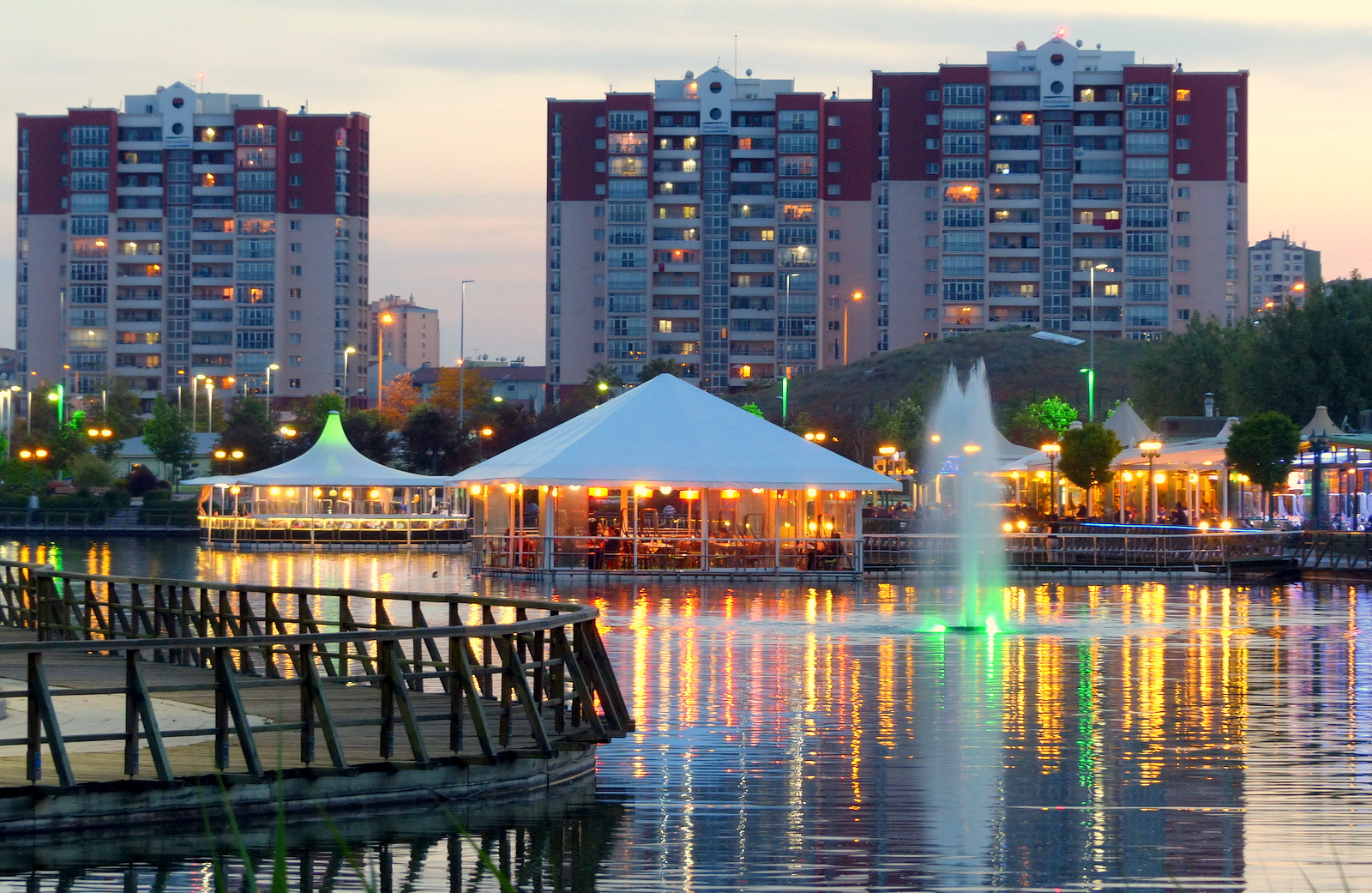
괵수 공원
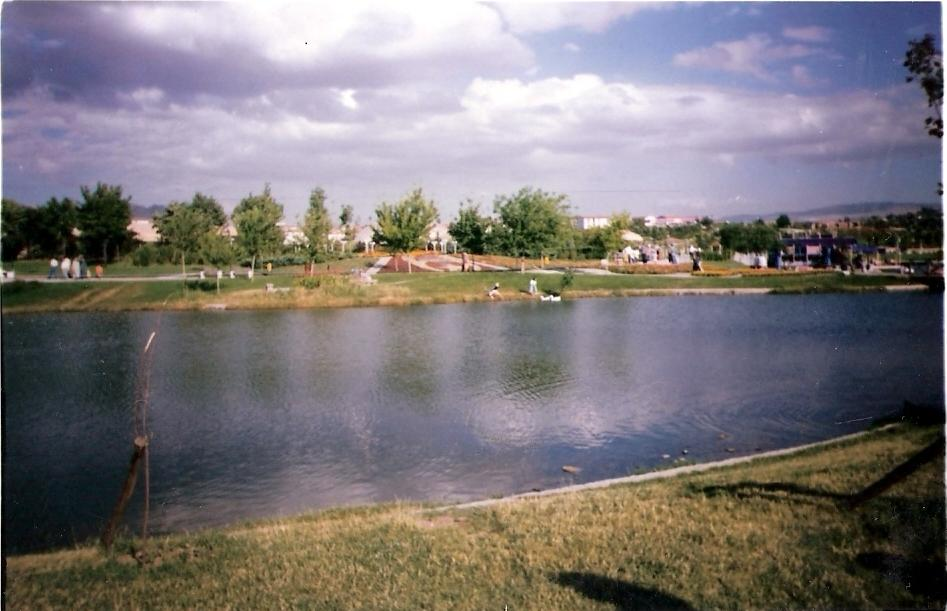
알튼 공원
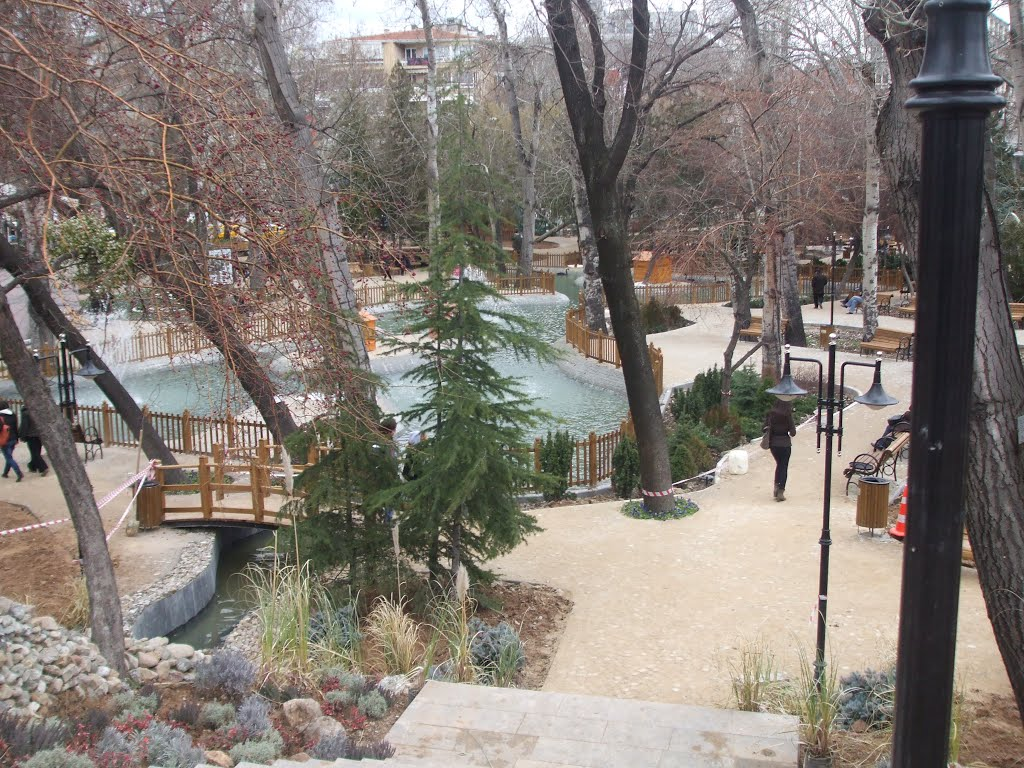
쿨루 공원
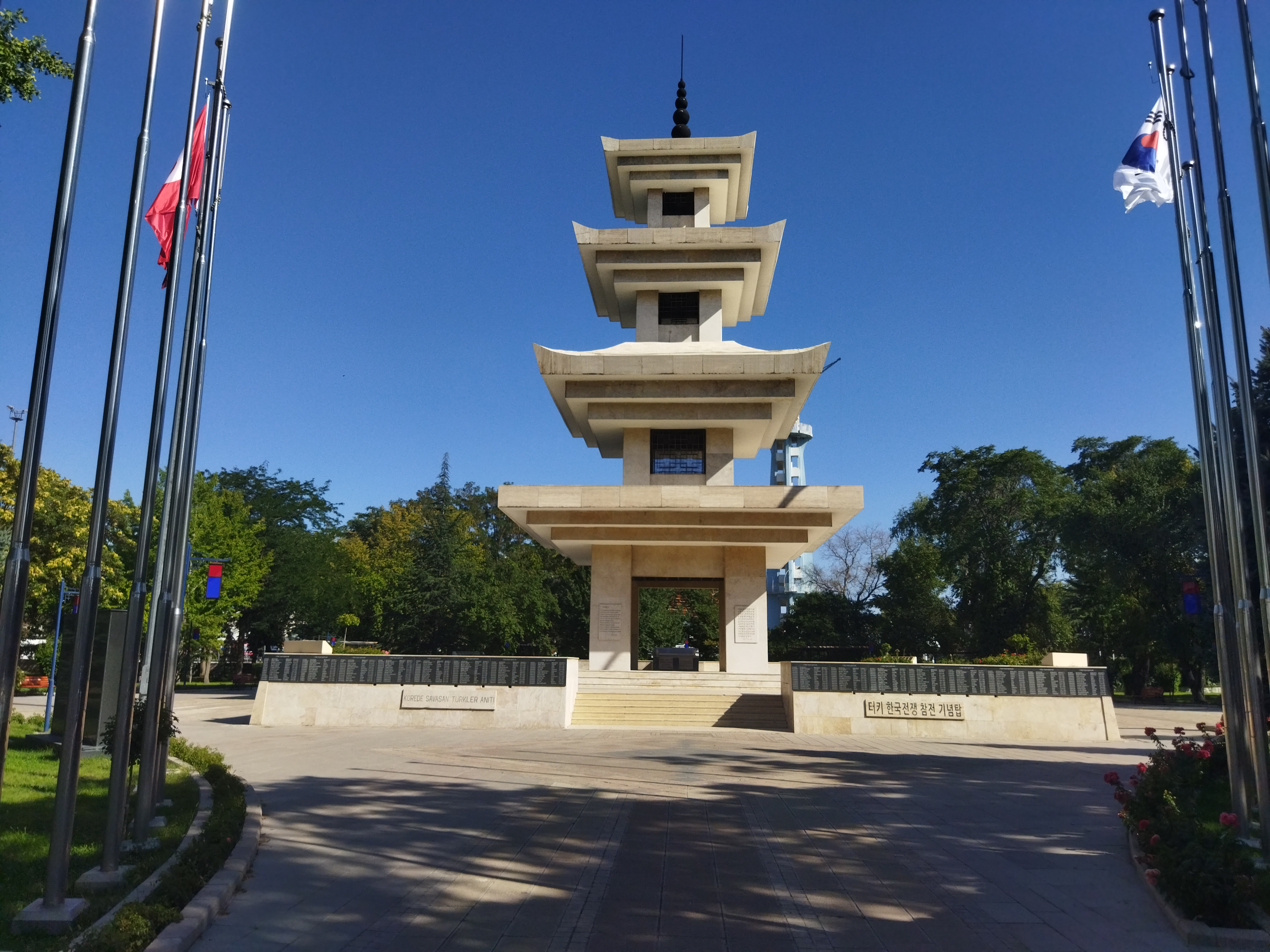
한국 공원

## 상징물

### 앙고라 고양이

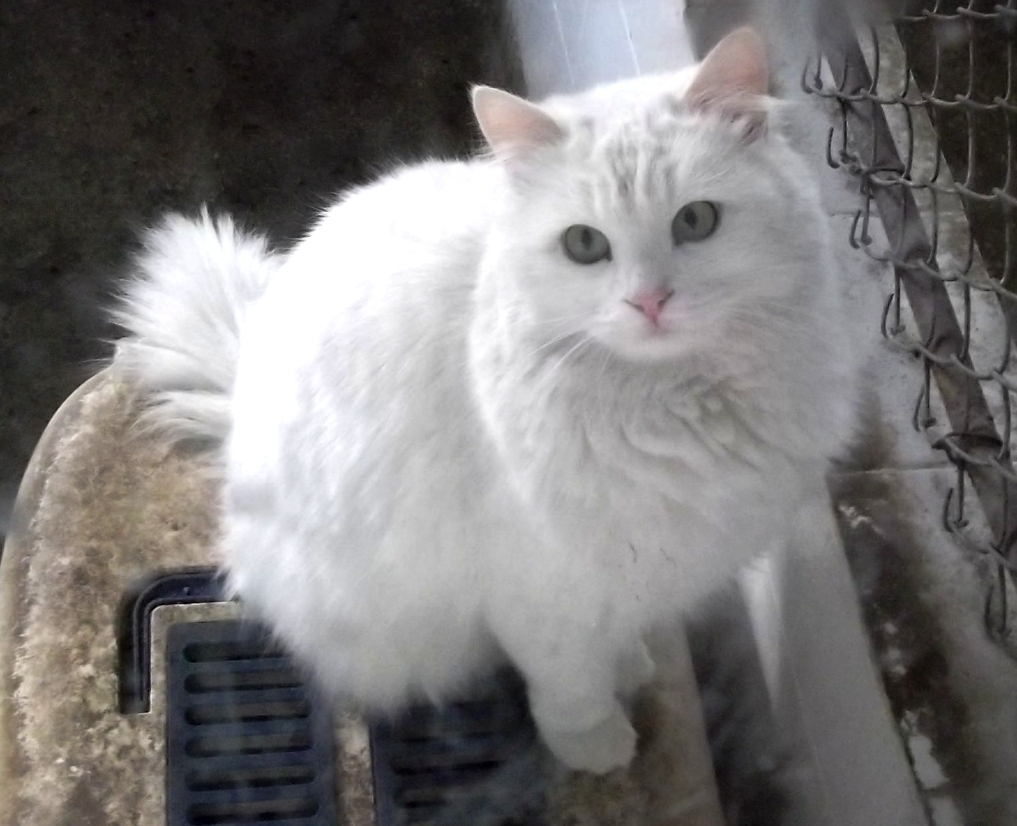
2012년 1월 앙카라 동물원의 앙고라 고양이

앙카라는 세계적으로 유명한 고양이 품종인 터키시 앙고라(Ankara kedisi)가 살던 지방이다. 터키시 앙고라는 주로 희고, 부드러운 긴 털을 갖고 있지만, 오늘날에는 품종 개량을 통해 검은털이나 붉은털을 가진 터키시 앙고라도 많다. 터키시 앙고라는 페르시안 고양이나 터키시 밴과도 가까운 품종이다. 눈은 파란색, 녹색, 황색인 경우도 있지만 간혹가다 한쪽 눈과 다른쪽 눈의 색이 다른 오드아이도 있다. 귀는 크고 눈은 아몬드 모양으로 생겼다.

### 앙고라 토끼

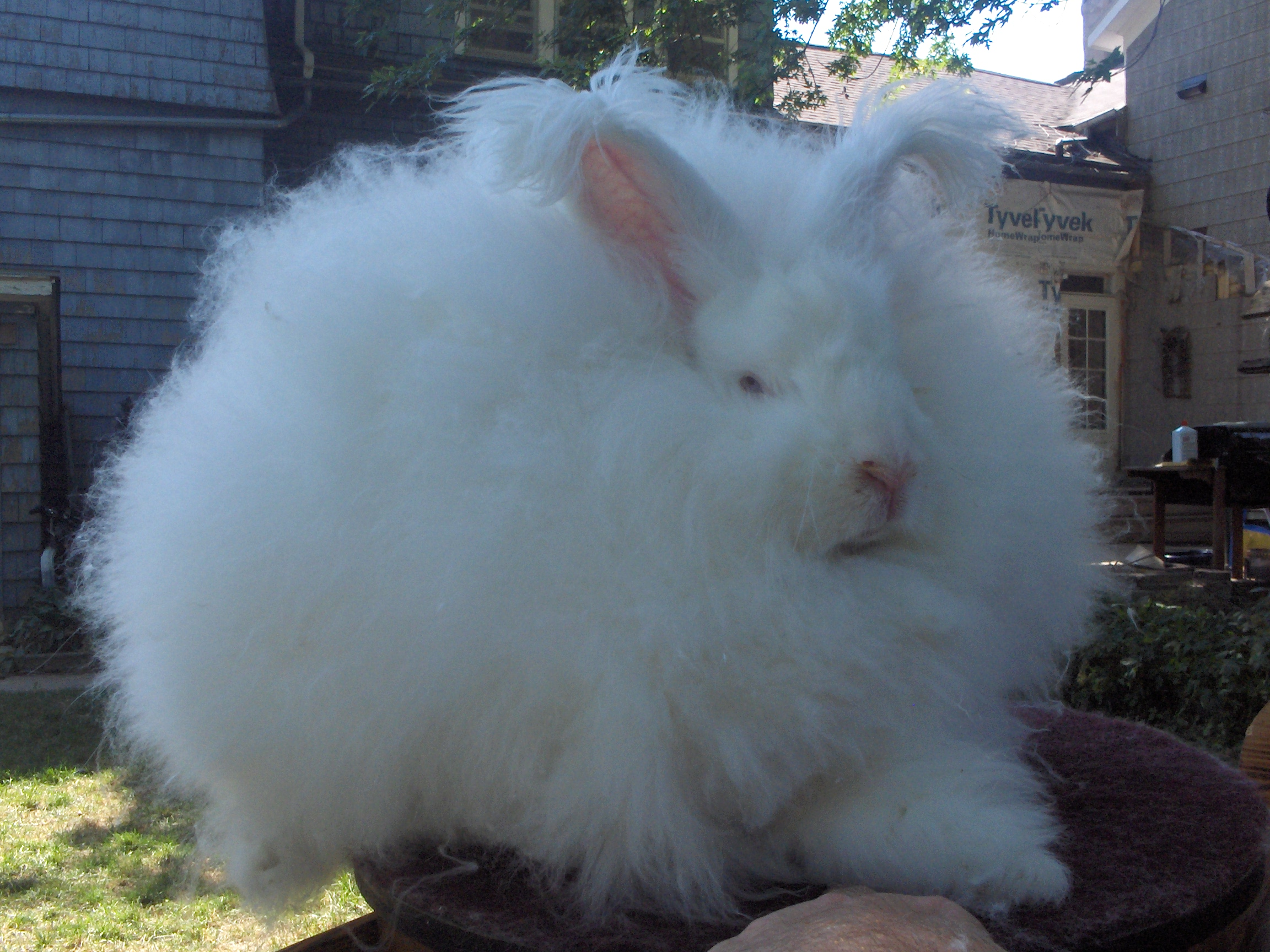
앙고라 토끼

앙고라 토끼(Ankara tavşanı)는 앙카라 주변에 살던 길고, 부드러운 털을 가진 토끼이다. 앙고라 토끼는 가장 오래된 가축용 토끼 중에 하나인데, 중세시대에 프랑스 왕실의 애완용 토끼로 유명하다. 미국에는 20세기 초에 처음으로 도입됐다. 앙고라 토끼는 털인 앙고라 울로 유명한데, 앙고라 울은 희고 길며 가벼워서 의복 재료에 많이 쓰인다.
앙고라 토끼를 사육하는 가장 큰 이유는 앙고라 울을 얻기 위해서다. 대부분의 앙고라 토끼는 온순하지만, 주의 깊게 다뤄주어야 한다. 여름에는 털을 짧게 깎기도 하는데, 긴 털 때문에 여름에 열사할 가능성이 있기 때문이다.

## 사진

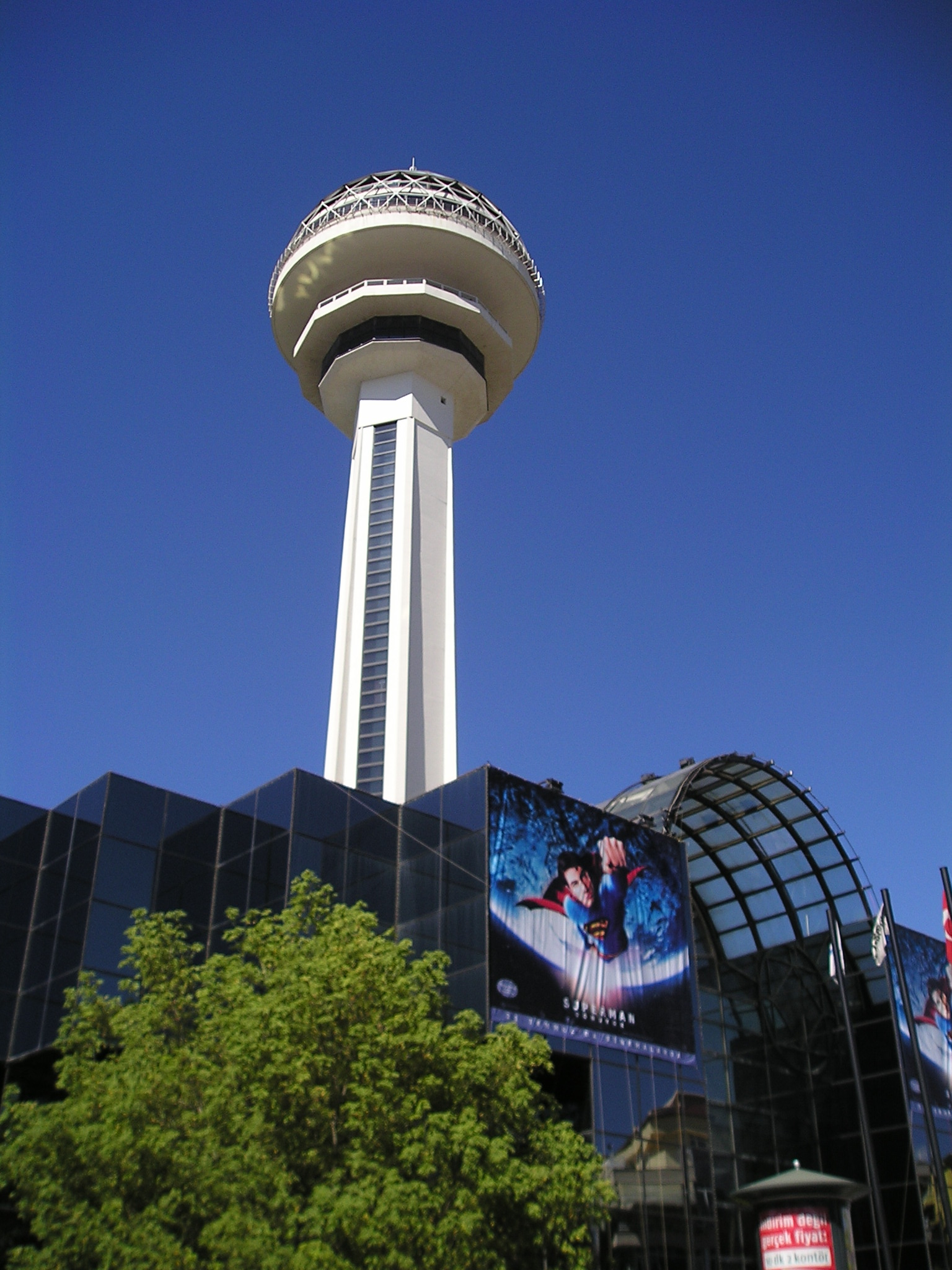
아타쿨레 타워
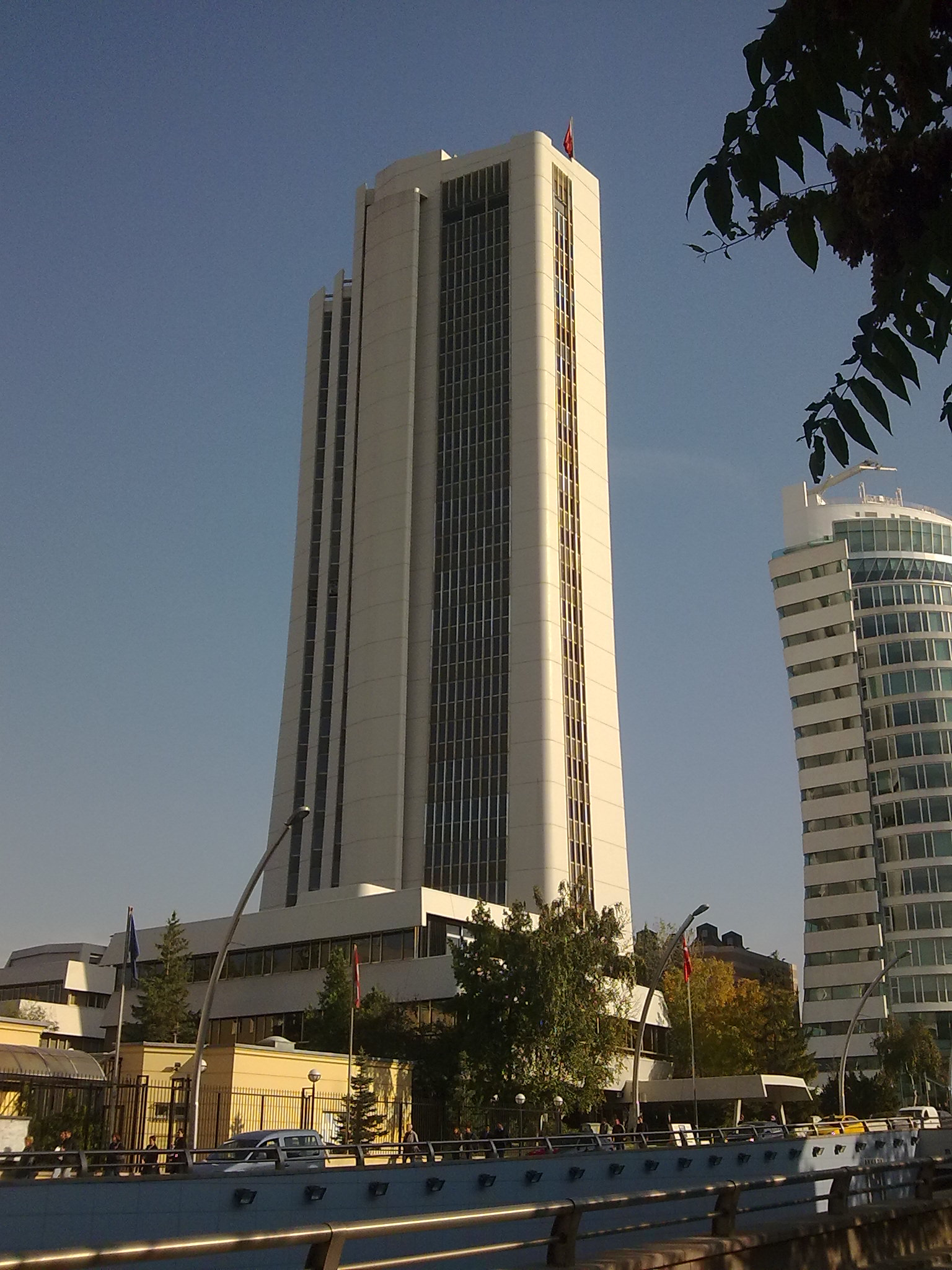
튀르키예 은행감독청
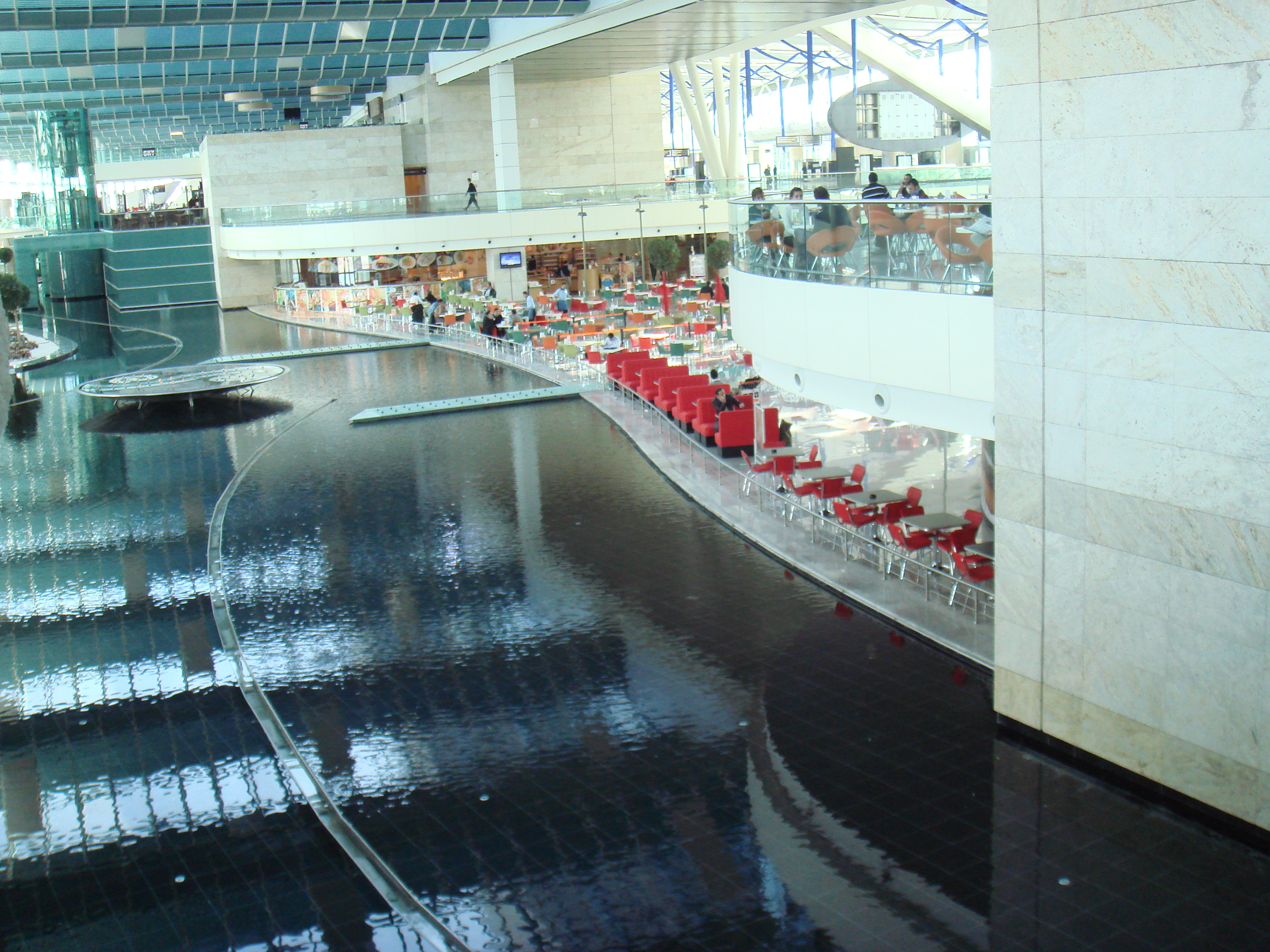
에센보아 국제공항
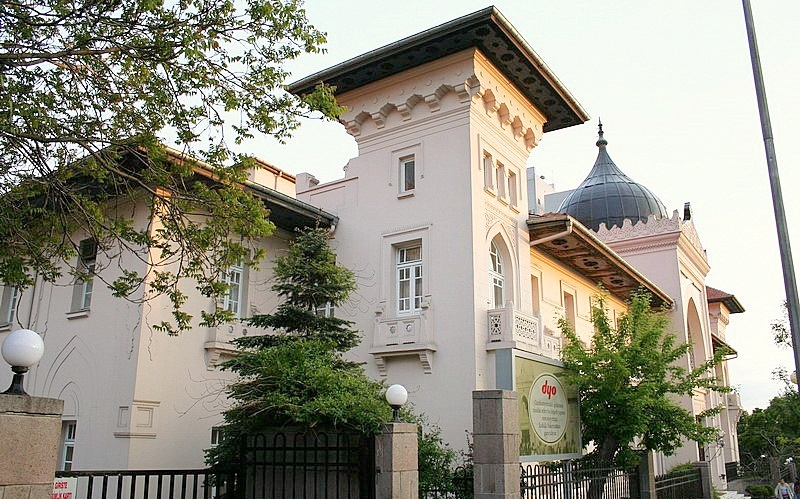
앙카라 팔라스 호텔
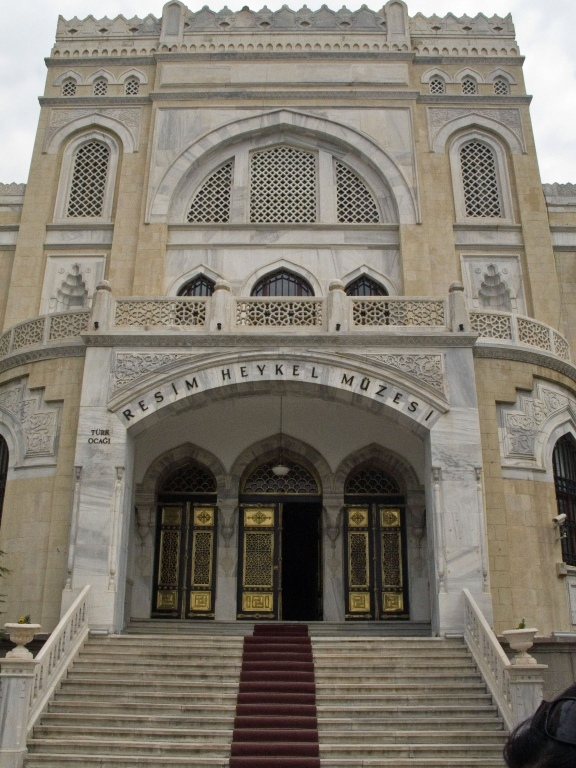
국립 미술 조각 박물관 입구
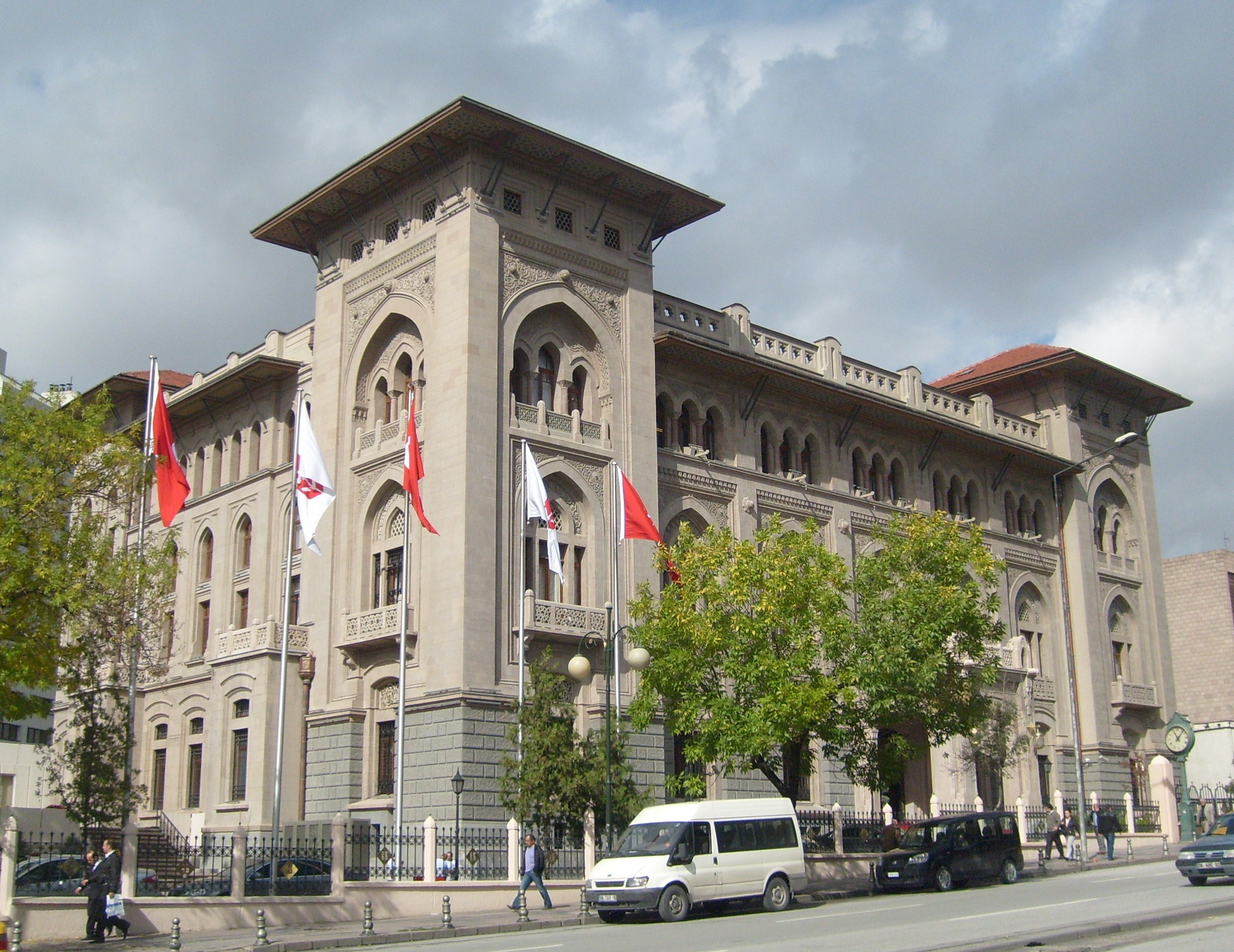
지라트 뱅크 건물
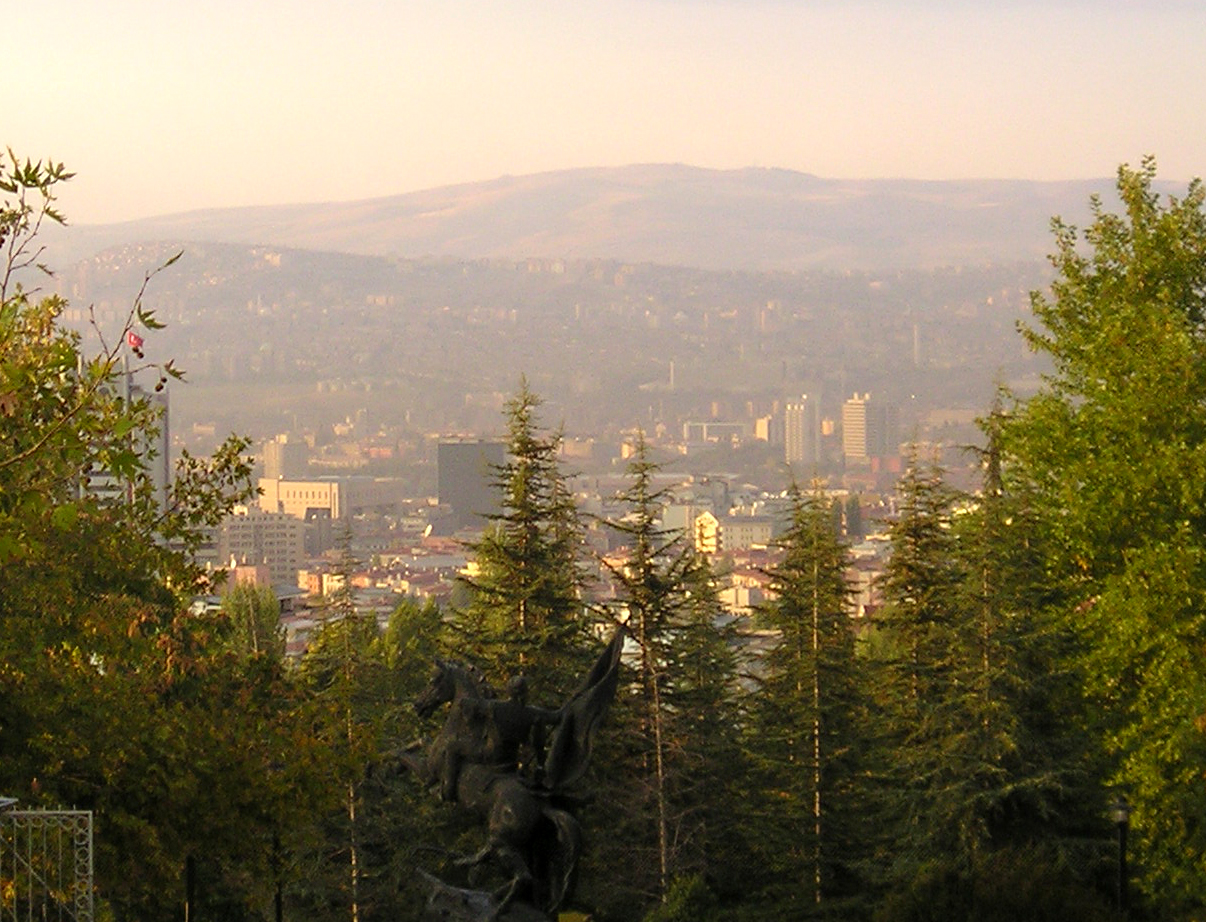
보타니잘 파크에서 바라본 앙카라
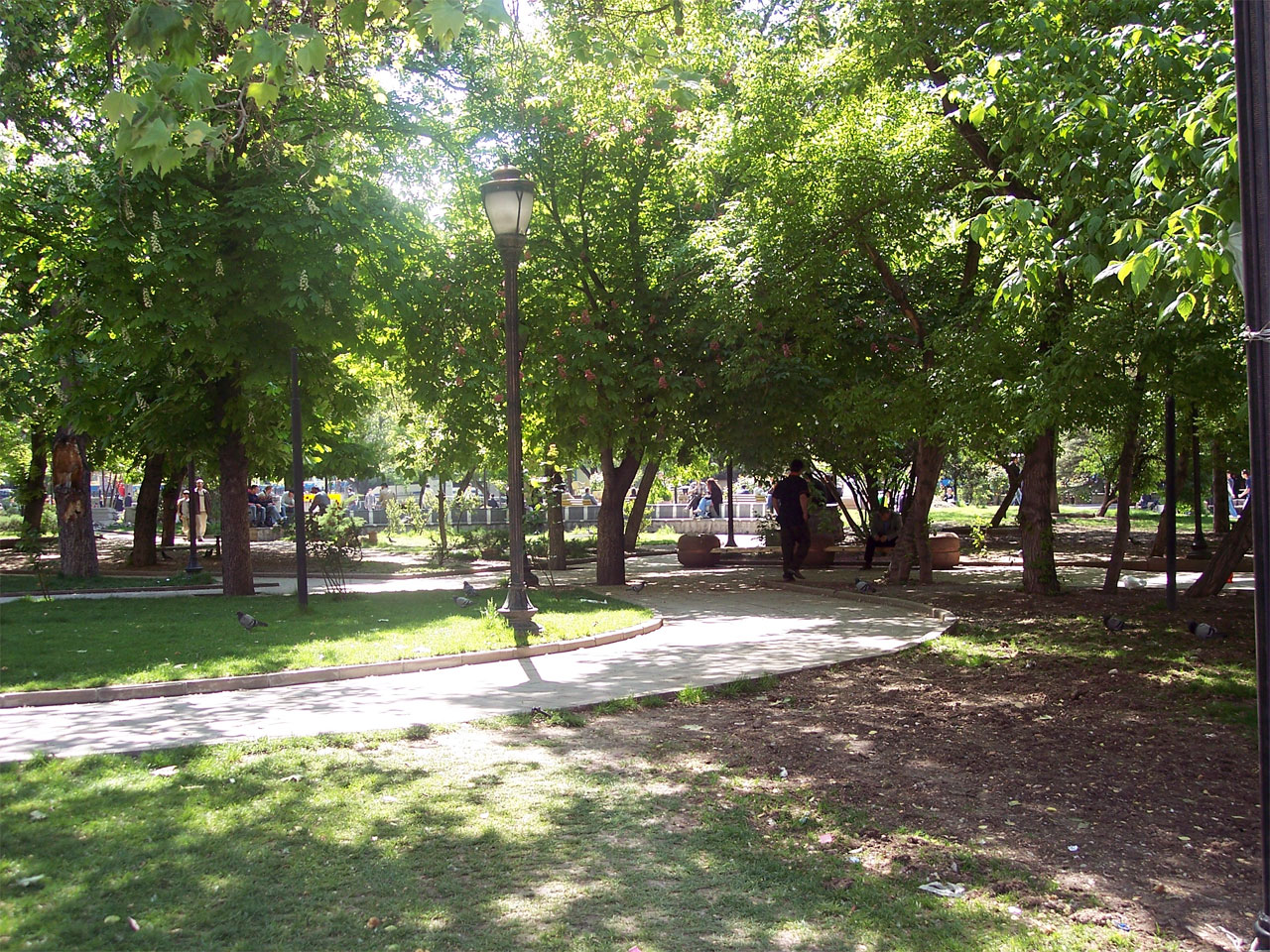
귀벤파크
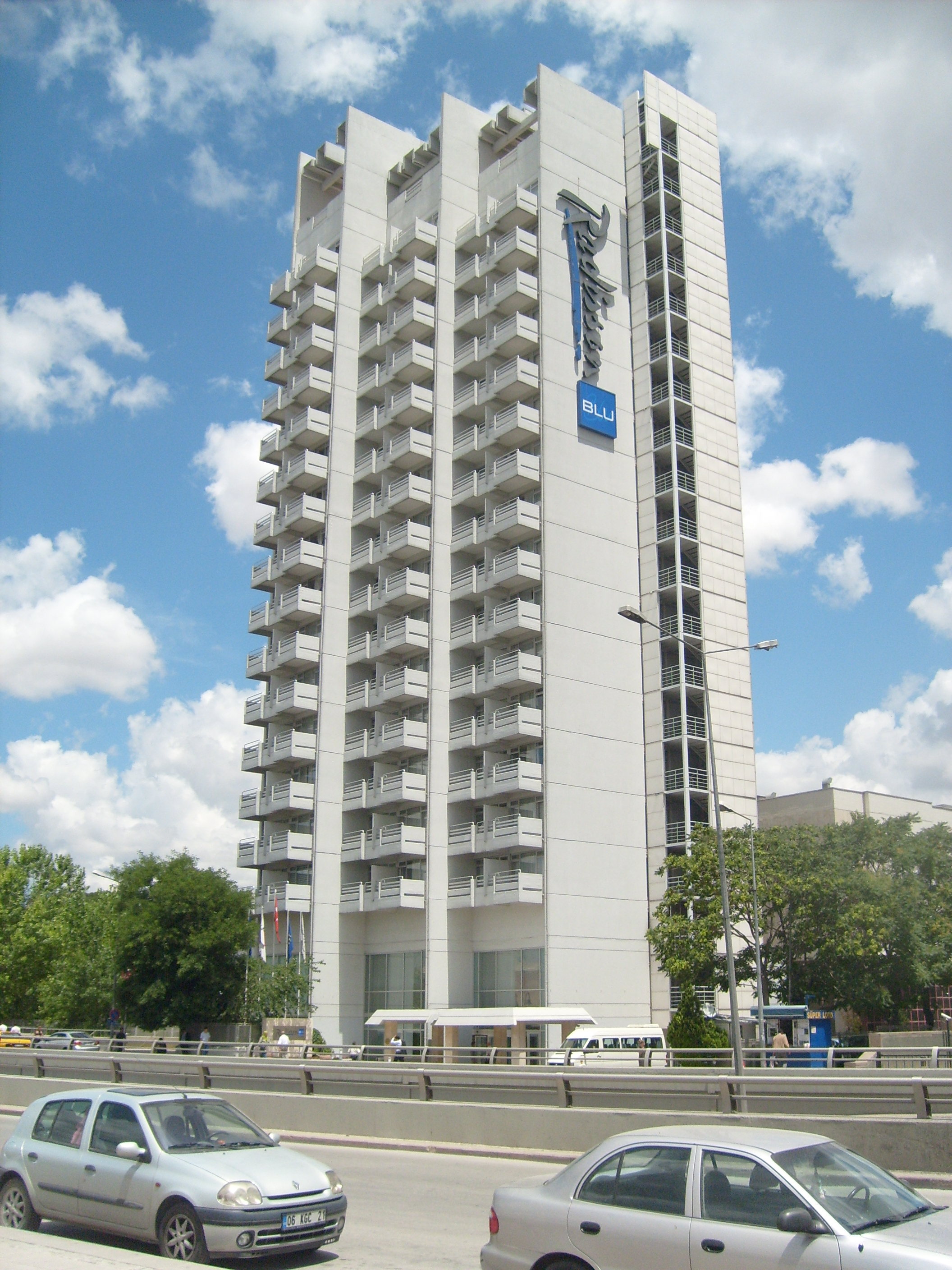
라디슨 블루 호텔
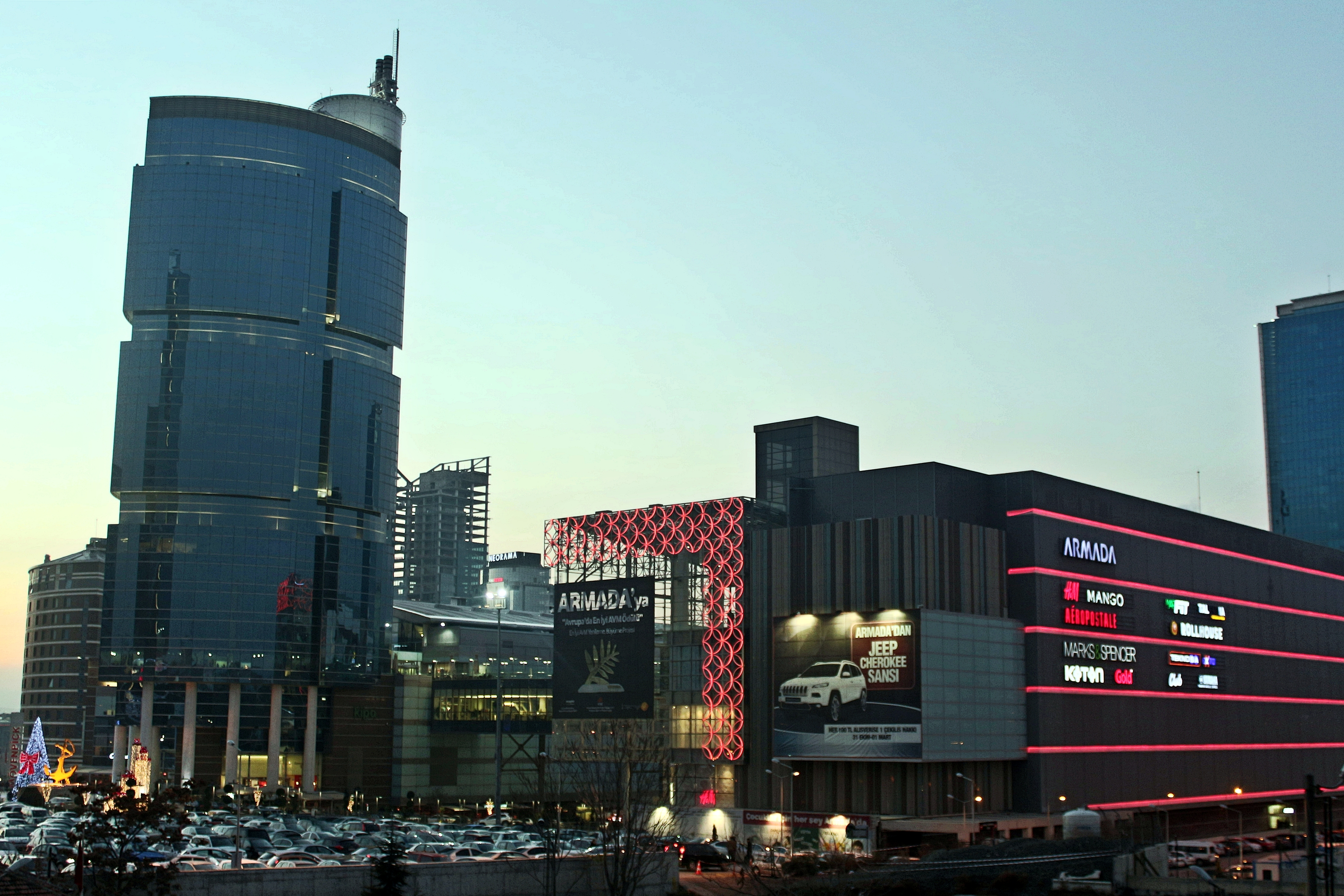
아르마다 타워와 호텔
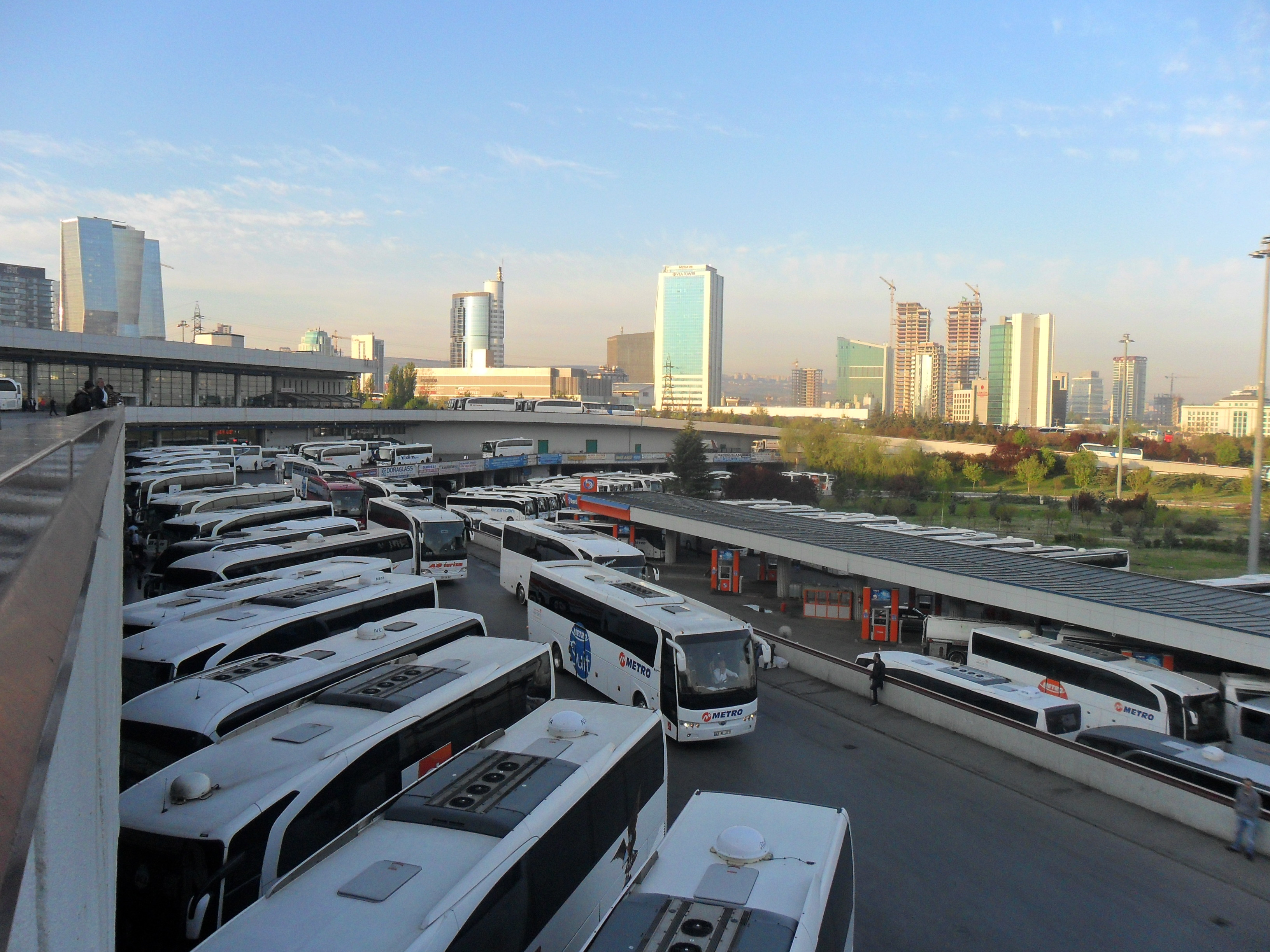
아쉬티(버스 터미널)
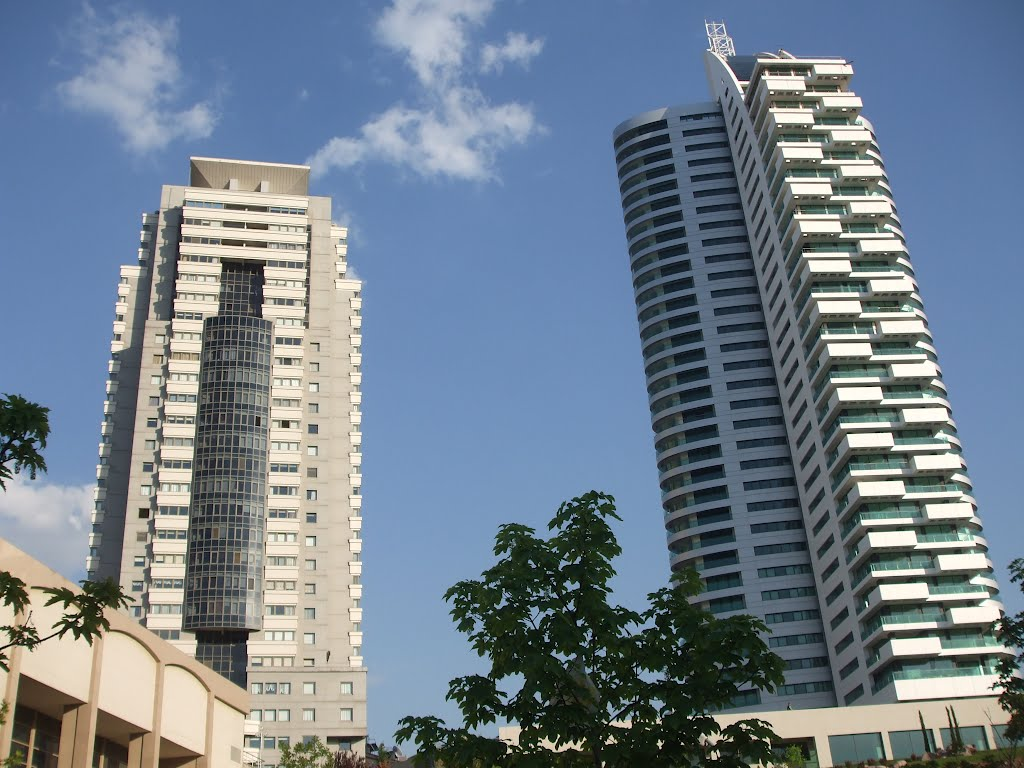
포르타칼 치체이 레지던스
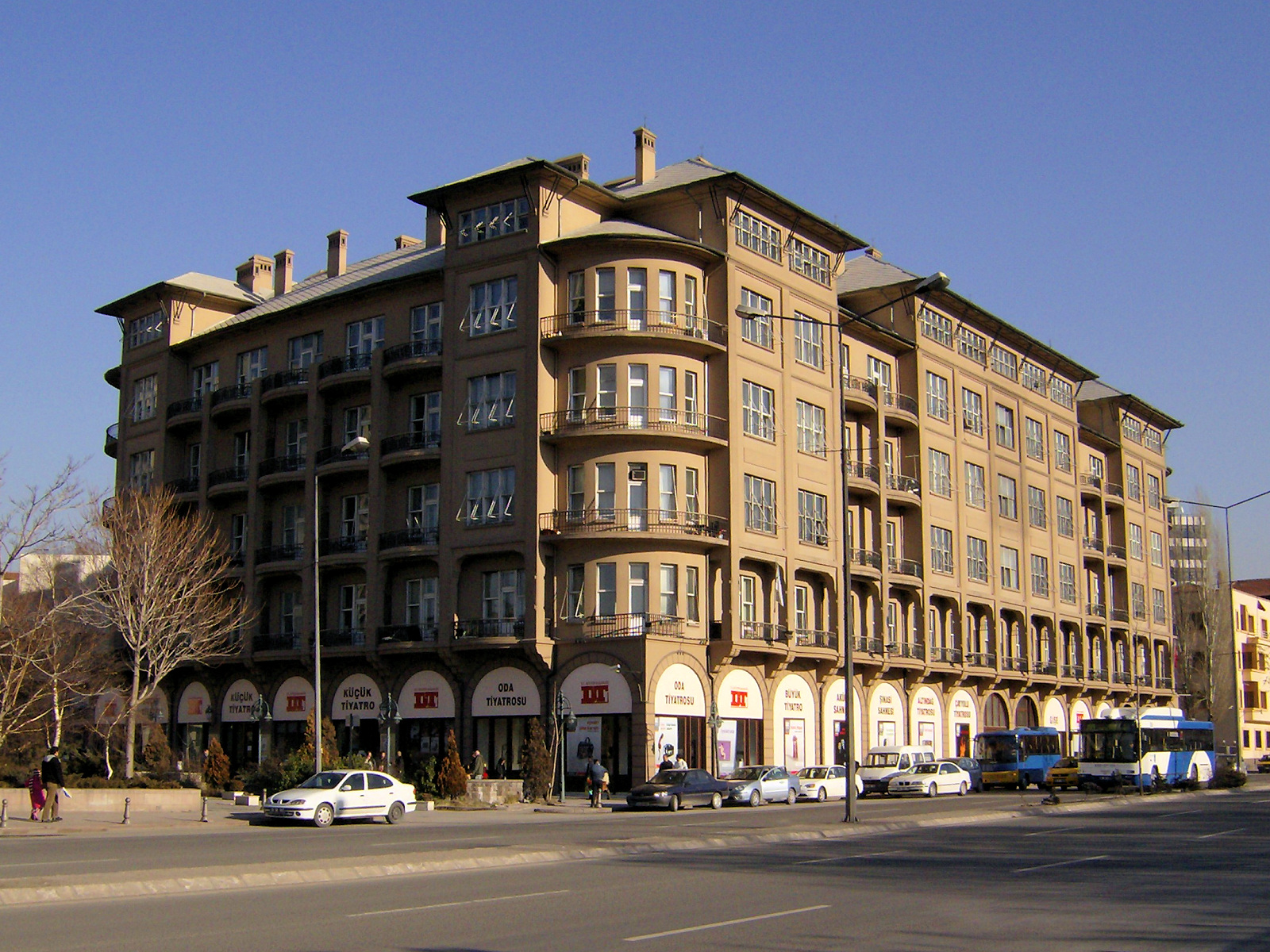
앙카라의 모습

## 자매 도시
동아시아
- 서울, 대한민국
- 베이징, 중화인민공화국
- 예천, 대한민국

동남아시아
- 방콕, 태국
- 하노이, 베트남
- 쿠알라룸푸르, 말레이시아

중앙아시아
- 아시가바트, 투르크메니스탄
- 아스타나, 카자흐스탄
- 비슈케크, 키르기스스탄
- 두샨베, 타지키스탄

유럽
- 부쿠레슈티, 루마니아
- 키이우, 우크라이나
- 런던, 영국
- 모스크바, 러시아
- 우파, 러시아
- 민스크, 벨라루스
- 소피아, 불가리아
- 키시너우, 몰도바
- 스코페, 마케도니아 공화국
- 프리슈티나, 코소보
- 사라예보, 보스니아 헤르체고비나
- 티라나, 알바니아

서남아시아
- 바쿠, 아제르바이잔
- 쿠웨이트시티, 쿠웨이트
- 이슬라마바드, 파키스탄
- 마나마, 바레인
- 니코시아, 북키프로스
- 트빌리시, 조지아

아메리카
- 산티아고, 칠레
- 산토도밍고, 도미니카 공화국
- 워싱턴 D.C, 미국

## 같이 보기
- 터키시 앙고라
- 앙고라 염소
- 앙고라토끼
- 앙카라 아레나
- 앙카라 지하철
- 앙카라주
- 앙카라 대학교
- 앙카라 전투
- 앙카라의 로마 목욕탕